# История Украины
История Украины — события на территории современной Украины, с момента начала расселения людей и до настоящего времени.
Каменные орудия возрастом около 1,4 миллиона лет из стоянки в посёлке Королёво в Закарпатской области — древнейшие из надёжно датированных следов присутствия людей рода Homo в Европе.
С V века до н. э. известно о хлебном экспорте из Северного Причерноморья в Грецию. В IV веке н. э., в начале великого переселения народов, степи северного Причерноморья занимаются тюркскими племенами. В VII—VIII веках, в Поднепровье расселяются славянские племена. В VIII веке появляется плуг и массово возникают городища — укреплённые пункты местной знати.
С IX столетия происходит освоение торгового пути «из варяг в греки», на протяжении которого формируются новые союзы племён и формируется Киевская Русь. В 860 году киевский князь Аскольд совершает первый поход на Византию. В 882 году, после убийства киевских князей, Олег становится правителем (регентом) Киевской Руси при малолетнем князе Игоре. При Святославе власть киевских князей распространилась на все восточнославянские племена. При Владимире было принято христианство из Византии в качестве государственной религии (988). При Ярославе Мудром, начиная с 1016 года, формируется свод законов — Русская Правда. Права местных династий были признаны на Любечском съезде (1097), после 1132 года распад Киевской Руси стал необратимым.
Феодальная и политическая раздробленность сильно ослабили Киевскую Русь. После монгольского нашествия 1237—1240 княжества оказались в зависимости от Золотой Орды.
В 1362 году литовский князь Ольгерд, разбив армии Золотой Орды в сражении у Синих Вод, окончательно включает большую часть удельных княжеств до Чёрного моря в состав Великого княжества Литовского. Польское королевство присоединило Галицкую и Холмскую земли (окончательно в 1387).
После Люблинской унии 1569 Волынь, Подляшье, Подолье, Брацлавщина и Киевщина перешли под власть Речи Посполитой. В течение XVI века создаются три Литовских статута. В 1596 году Брестская уния православной церкви Киевской митрополии с Католической церковью вызвала переход в греко-католицизм части западнорусской знати.
В 1648 году запорожские казаки подняли восстание под предводительством Богдана Хмельницкого. В 1654 году была созвана Переяславская Рада, заявившая о переходе подконтрольных восставшим территорий под протекторат России.
После разделов Польши Правобережная Украина, Волынь и Подолье в 1772—1795 годах вошли в состав Российской империи.
После распада Российской империи 20 ноября 1917 года была провозглашена автономная Украинская Народная Республика, а в декабре 1917 года в Харькове — Украинская народная республика Советов. 9 (22) января 1918 года УНР провозгласила независимость. Революция и Гражданская война завершились установлением советской власти и образованием Украинской ССР, занимавшей бо́льшую часть территории современной Украины. Западная Украина была разделена между Польшей, Чехословакией и Румынией. В 1922 году Украинская ССР стала одним из государств-основателей СССР.
Осенью 1939 года с началом Второй мировой войны Западная Украина по договорённостям СССР с Германией была занята Красной Армией и присоединена к Украинской ССР.
В 1940 году по договорённости с Румынией к УССР была присоединена южная часть Бессарабии, Северная Буковина и Область Герца., одновременно в состав новообразованной Молдавской ССР из состава Украинской ССР была передана значительная часть упразднённой Молдавской АССР. В 1945 году в состав Украины было включено Закарпатье. В 1948 году из Румынии в состав Украинской ССР были переданы черноморский остров Змеиный. В 1954 году произошла передача Крымской области из состава РСФСР в состав УССР.
После августовского путча в Москве, 24 августа 1991 года Верховный Совет Украинской ССР провозгласил независимость Украины. 1 декабря 1991 года состоялся Всеукраинский референдум, в бюллетень был включён вопрос «Подтверждаете ли Вы акт провозглашения независимости Украины?». Явка на референдум по республике составила 84,18 % (31 891 742 чел.), из которых 90,32 % ответили «да, подтверждаю», а 7,58 % «нет, не подтверждаю». В 1994 году Украина, Россия, США и Великобритания подписала Будапештский меморандум, по которому Украина отказывалась от ядерных вооружений в пользу России в обмен на гарантии территориальной целостности.
В 2004 и 2014 годах на Украине произошли цветные революции.
В марте 2014 года Россия аннексировала Крым. В апреле 2014 года на востоке Украины начался вооружённый конфликт, переросший в широкомасштабное вторжение России 24 февраля 2022 года.

## Формирование государственности

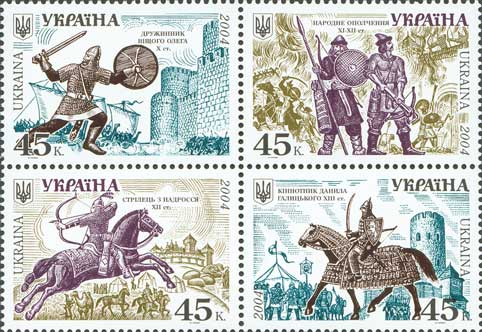
Сцепка из серии «История войска Украины»: дружинник Вещего Олега, X век; народное ополчение, XI—XII век; стрелец из Надросья, XII век; конник Даниила Галицкого, XIII век, Почта Украины, 2004, художник Юрий Логвин

Становление украинской государственности является предметом дискуссии между российским и украинским историческими нарративами. Некоторые российские учёные относят её зарождение к середине XVII века (создание Войска Запорожского) или к 1917 году (создание Украинской Народной Республики), в то время как украинские — к концу IX века (формирование Киевской Руси). Украинский историк начала XX века М. С. Грушевский выдвинул теорию, что Киевская держава была создана украино-руськой народностью, Владимиро-Московская держава — другой, великорусской, а преемники Киевской державы — Галицко-Волынское княжество и далее Украина. Также в украинской историографии получила широкое распространение точка зрения о том, что история украинского государства берёт своё начало не с Киевской Руси (образованной в 882 году слиянием Северной и Южной Руси), а с Киевского княжества, основанного легендарными Кием, Щеком и Хоривом. Подтверждено письменными свидетельствами и в целом признано в науке существование политического образования в Среднем Поднепровье с центром в Киеве до прихода летописных Аскольда, Дира и Олега, но не ранее первой половины IX века. Южная Русь возникла раньше политического образования Рюрика на севере и в результате слияния с ним при князе Олеге сформировала Киевскую Русь. В сравнении с северным образованием Южная Русь обладала более выгодным торговым и военно-стратегическим расположением.
Также ставятся под вопрос существование казацкого государства в XVII веке и дата его создания. По мнению ряда исследователей, процессы, происходившие в гетманских землях в период российской протекции, позволяют рассматривать их структуры власти через призму оформления государственности. Так, российский историк Татьяна Таирова-Яковлева в своих работах называет Гетманщину «украинской державой», преимущественно характеризуя её как «казацкое государство». Такие украинские историки как Валерий Смолий и Валерий Степанков высказывали мнения, что Гетманщина функционировала как государственное объединение, как «христианская казацкая республика», а «украинское государство времён Хмельницкого» было «республикой с ярко выраженными демократическими чертами». Степанков считает, что в начале освободительной войны Хмельницкий не стремился к независимости Украины и оставался на позициях «автономии» вплоть до середины 1648 года: «Идея государственности формируется в первой половине 1649 года, и казацкое государство считается наследником Киевской Руси». Так же полагает и Таирова-Яковлева, которая считает, что казацкая государственность зародилась только зимой 1648—1649 годов, когда гетманское войско вернулось на Украину. В свою очередь Максим Ярёменко утверждает, что «основы конституционного строя (казацкая рада и выборность должностных лиц) не могли достаточно развиться», с чем не согласен Смолий, считающий, что построение украинского государства было завершено сформированными административно-территориальным устройством, казацкими судами, финансовыми органами, войском и иерархичными политическими институтами.

## Доисторический и древний периоды
Первые человеческие поселения возникли на территории Украины в эпоху раннего палеолита. Галечные индустрии стоянок Южного берега Крыма типа Эчки-Дага, Гаспры и др. относятся к олдувайской культуре. К ашельской культуре (более 900—800 тыс. л. н.) относятся слои VI—VII стоянки Королёво вблизи села Королёво Закарпатской области и, возможно, стоянка Непоротово VI на правом берегу Днестра вблизи села Непоротово Сокирянского района Черновицкой области. Заселение происходило с запада на восток, неоднократными волнами, и продолжалось до 100 тысяч лет назад. Орудия труда этих людей (археологи предполагают, что это были питекантропы) были обнаружены в Закарпатье, Приднестровье, Житомирской области, в Донбассе. Однако ископаемые останки Homo erectus найдены не были.
В среднем палеолите в период так называемой мустьерской культуры (100—35 тыс. л. н.) территорию Украины занимали неандертальцы. Исследователи обнаружили более 300 стоянок и захоронений неандертальцев, преимущественно в горных районах Закарпатья, Прикарпатья, Надпорожья, Крыма. К позднему палеолиту относятся стоянки Homo sapiens: Высь, Мезинская, Пушкари I, Стинка, Мира, Межиричская, Киево-Кирилловская, Новгород-Северская, Чулатово, Аджи-Коба I и др.
Более 10 тыс. л. н. произошёл переход от позднего палеолита к мезолиту, который совпал с таянием ледника в плейстоцене и началом новой геологической эпохи — голоцена. Общее потепление, увеличение количества населения. Однако кризис присваивающего мезолитического хозяйства постепенно вынудил людей приступить к воспроизводящим формам: земледелия и скотоводства. Это способствовало изобретению керамики. Наступила новая эпоха неолита, которая продолжалась в течение 6—4 тысячелетия до н. э. Стабилизировалось ландшафтное разделение Украины на лесную, лесостепную и степную зоны, образовался гумусный покров земли. Неолитические культуры Украины формировались под влиянием достижений ячеек Ближнего Востока, которые импортировались, в основном, через Балканский полуостров и Подунавье.
В субнеолите часть современной территории занимала днепро-донецкая культура. Её сменила среднестоговская культура.
Период энеолита (медный век) и неолита представлен земледельческо-скотоводческой трипольской культурой. На территории Украины находят памятники ямной культуры III—II тысячелетия до н.э, которая позже сменяется катакомбной и среднеднепровской культурами.

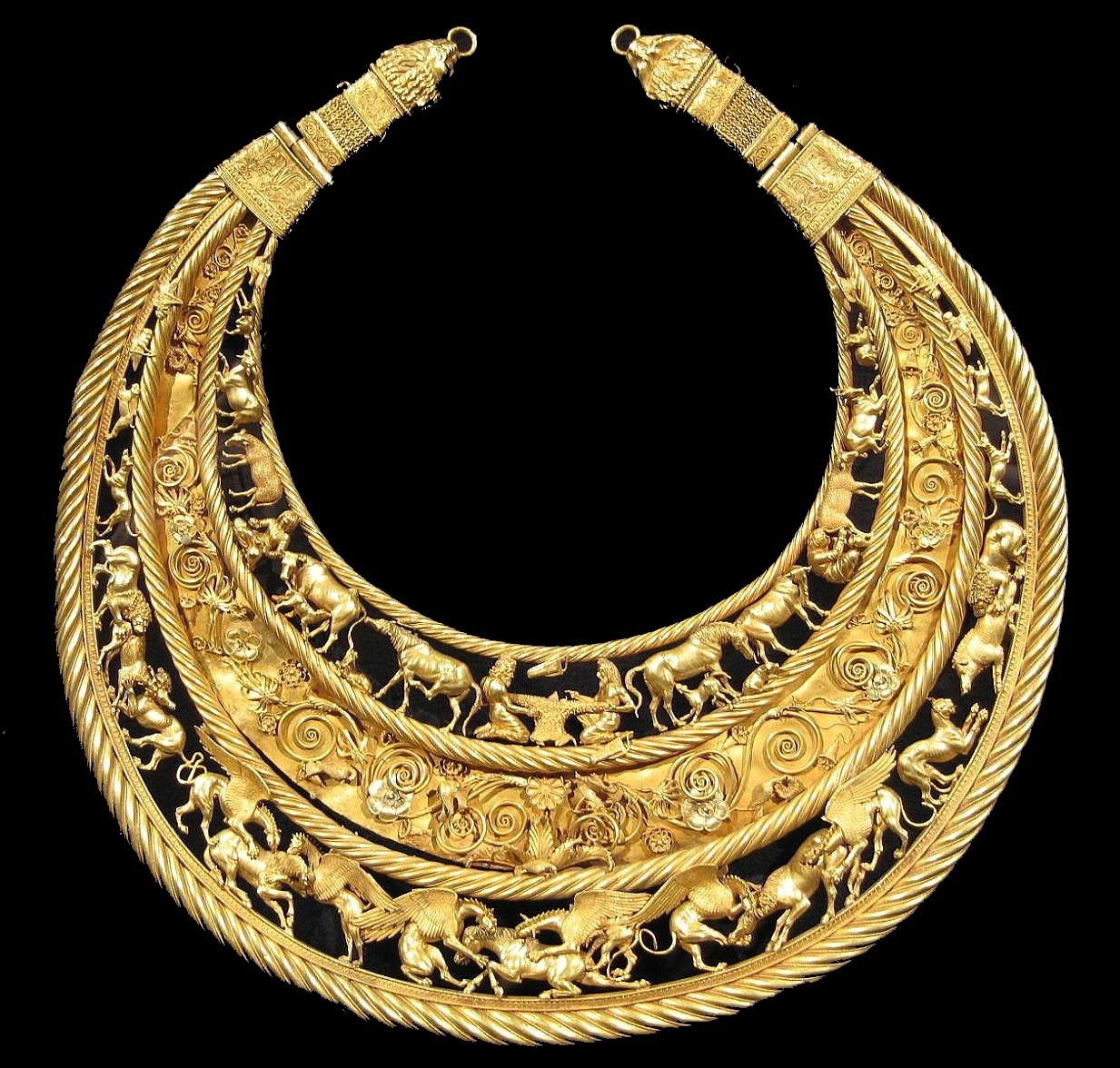
Скифская пектораль, IV век до н. э.

Около 1500 года до н. э.на территории Украины появились кочевые племена. Одним из них были киммерийцы (IX—VII века до н. э.), о которых имеются упоминания в письменных источниках. Скифы, ираноязычный народ из Центральной Азии, в VII веке до н. э. вытеснили киммерийцев из украинских степей. Приблизительно в тот же самый период греки начали основывать первые колонии в Северном Причерноморье. Скифы создали первое централизованное государство на территории Украины. Около 200 до н. э. скифов вытесняют сарматы.

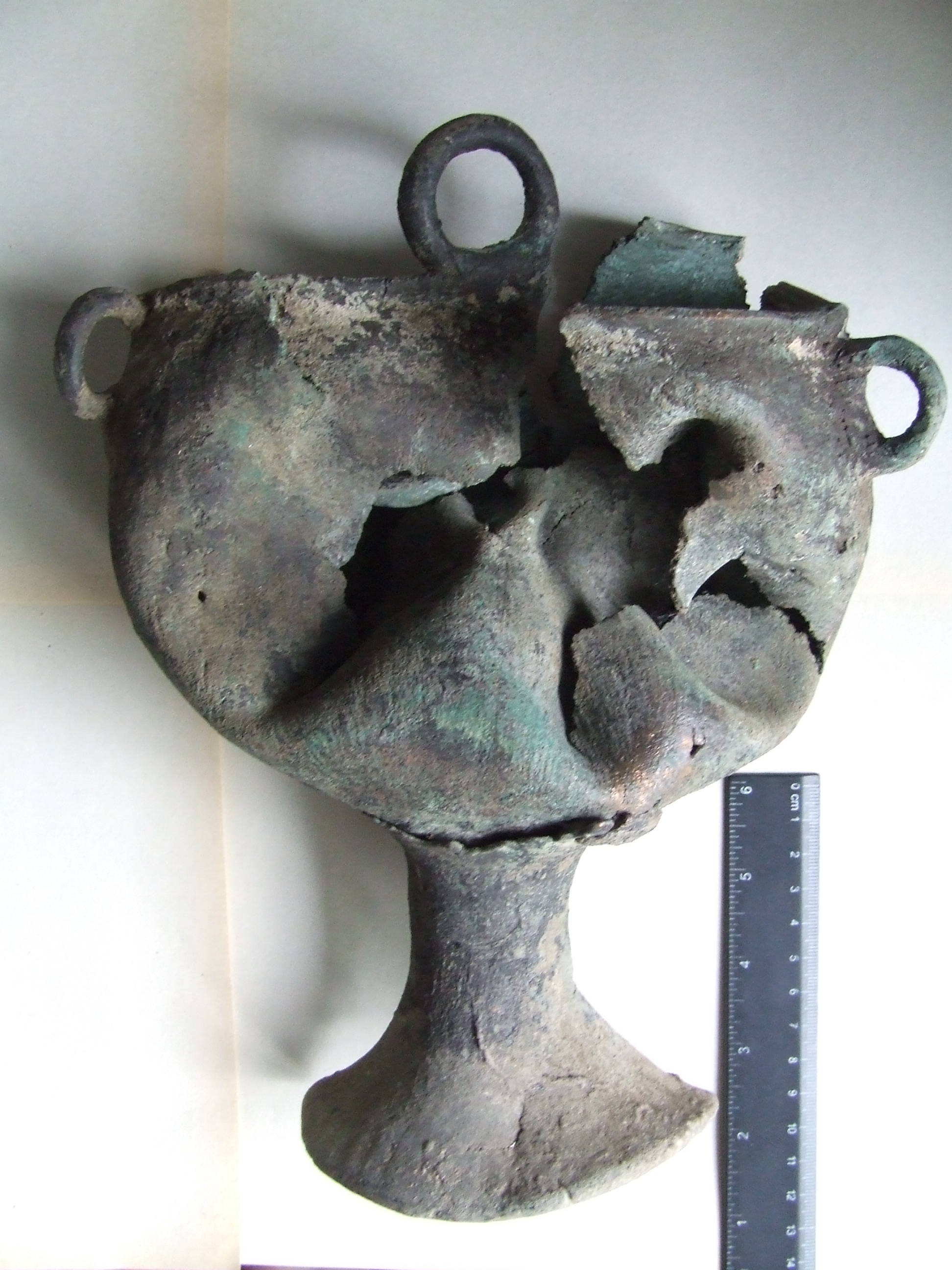
Сарматский сосуд I—II веков н. э. найденный в Запорожской области в 2013 году

Для периода бронзового века территориям юго-западной части характерна белогрудовская культура. Зарубинецкая культура характерна для северо-запада Киевщины второй половины I тыс. до н. э. — первой половины I тыс. н. э.
Железный век на территории современного Киева и Киевской области представлен черняховской археологической культурой, которую также называют «киевской культурой» и которая существовала на рубеже II—III — рубеже IV—V веков.
В III веке н. э. на территорию Украины переселяются готы, которые здесь создают своё королевство — второе государственное образование на территории Украины. В 375 году готы терпят поражение от гуннов, которые по данным ряда источников заключали союз со славянскими племенами антами и склавинами, и переселяются на запад. Держава гуннов, потерпев несколько поражений от римлян и союзников, быстро утрачивает силу и распадается.
После нашествия гуннов контроль над территорией Украины переходит к славянским племенам антов и склавинов, представленных соответственно пеньковской (также частично колочинской) и пражско-корчакской археологическими культурами. В конце VII века пражско-корчакская культура в восточной части своего ареала сменяется лука-райковецкой культурой (Райковецкое городище), просуществовавшей до конца IX века. Во второй половине I тысячелетия часть территории Украины находилась в составе Аварского каганата, а позже большая часть территории попадает в зависимость от Хазарского каганата (салтово-маяцкая археологическая культура). К славянским племенам на территории современной Украины относились во второй половине первого тысячелетия поляне, древляне, северяне, бужане, тиверцы, уличи, волыняне и другие.

## Киевская Русь (862/882—1240)

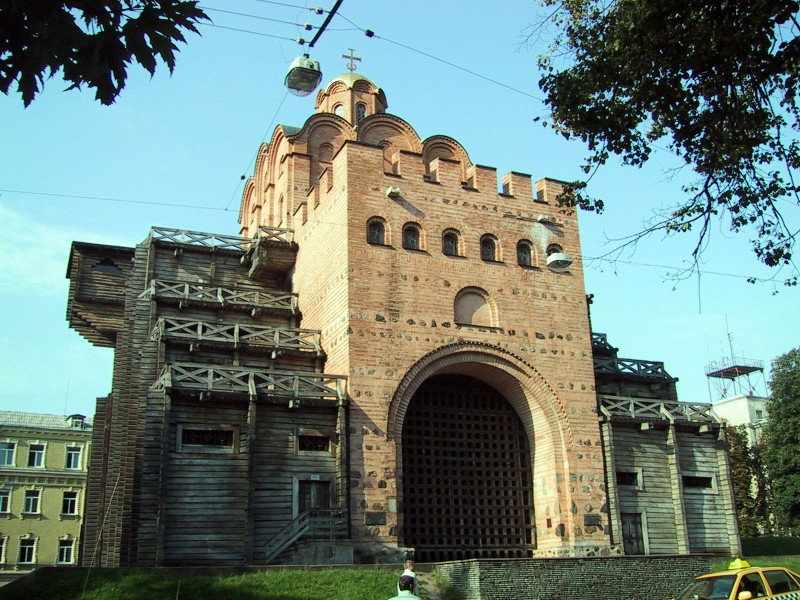
Золотые ворота в Киеве

В VII веке союзом восточнославянских племён на территории Западной Волыни (возможно дулебами, волынянами или хорватами) в верховьях Западного Буга у истоков Серета было построено большое и хорошо укреплённое поселение Плеснеск, от которого сохранилось городище с курганным могильником, окружённое системой земляных валов и рвов общей длиной около 7 км (площадь ок. 300 га в IX—X веках). Это самый крупный памятник древнерусских фортификационных сооружений. Большое число уникальных находок свидетельствует о связях Плесненска этого времени с Великой Моравией и поморскими славянами, раннем христианстве уже в IX веке, фортификационном строительстве и развитии ремесла. Через Плеснеск проходил торговый путь, связывавший будущий Киев с Великой Моравией и Германией. Также в Плеснеске существовал языческий культовый центр.
На рубеже VII—VIII веков Киев на Днепре, по сравнению с синхронным Пастырским городищем, по уровню социально-экономического развития был рядовым поселением и не мог быть «племенным центром», впрочем, как и в последующий волынцевский период.
После распада во второй половине VII века Великой Болгарии, оставшиеся в Северном Причерноморье болгары, возглавляемые Батбаяном, попали под власть хазар.
Около двух-трёх столетий в VII—X веках продолжался многократный приток в уже освоенные славянами различные местности Восточно-Европейской равнины многочисленных групп славянских переселенцев из Моравского Подунавья, сыгравший существенную роль в консолидации славянского населения Восточной Европы и завершившийся формированием древнерусской народности.
В IX — начале XI века в Верхнем Приднестровье существовал окружённый мощными земляными валами и рвами город белых хорватов Стольско площадью 250 га (Киев тогда имел площадь 9,7 га).
В IX—XIII веках в Медоборах на берегу реки Збруч находился Збручский культовый центр, который имел сложную структуру и состоял из трёх городков-святилищ (Бохит, Звенигород, Говда) на правом берегу Збруча и, возможно, одного святилища на левом берегу Збруча (Иванковцы, урочище Замчище).
После разгрома в начале IX века поселений волынцевской культуры, к середине IX века опустели бассейны Сулы, Ворсклы и Десны, северяне роменской культуры концентрируются в верхнем течении Псла и в Посемье. В основательно разреженный ареал полян на Правобережье Днепра приходят носители лука-райковецкой культуры, создающие укреплённое поселение в Киеве. На период с 882 года по первую четверть X века относится реконструкция Киева, основание Вышгорода, Чернигова и Любеча, формирование системы древнерусского заселения Нижнего Подесенья. В X веке на восток, под влиянием Великой Моравии, распространились витые серебряные серьги, сканно-зернённые подвески головного убора и ожерелий, пуговицы. В середине X века был разгромлен Искоростень (Городище I). Синхронно Искоростеню гибнет городище лука-райковецкой культуры Монастырёк. После разгрома древлян в 945—946 годах начинается древнерусская колонизация на Правобережье Днепра, направленная на Словечанско-Овручский кряж, не занятый населением лука-райковецкой культуры. Во второй половине X века традиции лука-райковецкой культуры полностью уступают место комплексу древнерусской культуры, включая появление ингумаций.
В IX—X веках, после освобождения днепровских земель князем Вещим Олегом от дани Хазарскому каганату, столица Древнерусского государства под властью династии Рюриковичей была перенесена в Киев. По характеру и деталям погребальной обрядности ориентированные на запад древнейшие труположения в Киеве и на Среднем Поднепровье имеют прямые аналогии в раннехристианских памятниках на территории Великой Моравии в Скалице, Старом месте, Микульчице, Поганьско (близ Бржецлава), Стара-Коуржим, Колине и Желенках.
В 965 году Святослав Игоревич сокрушил Хазарский каганат.
В 988 году киевский князь Владимир Святославич принял христианство из Византии и провозгласил его государственной религией.
Сконцентрировав все русские земли под своей властью лишь через 21 год после смерти своего отца, Ярослав Мудрый, умирая в 1054 году, разделил их между пятью пережившими его сыновьями. После смерти двух младших из них все земли сконцентрировались в руках троих старших: Изяслава Киевского, Святослава Черниговского и Всеволода Переяславского («триумвират Ярославичей»). После смерти Святослава в 1076 году киевские князья предприняли попытку лишить его сыновей черниговского наследства, и те прибегли к помощи половцев, набеги которых начались ещё в 1061 году (сразу после разгрома торков русскими князьями в степях), хотя впервые половцы были использованы в усобицах Владимиром Мономахом (против Всеслава Полоцкого). В этой борьбе погибли Изяслав Киевский (1078) и сын Владимира Мономаха Изяслав (1096). На Любечском съезде (1097 г.), призванном прекратить междоусобицы и объединить князей для защиты от половцев, был провозглашён принцип: «Каждый да держит отчину свою». Таким образом, при сохранении лествичного права, в случае смерти одного из князей перемещение наследников было ограничено их вотчиной. Это позволило прекратить усобицы и объединить силы для борьбы с половцами, которая была перенесена вглубь степей. Однако, это также открыло путь к политической раздробленности, так как в каждой земле утверждалась отдельная династия, а великий князь Киевский становился первым среди равных, теряя роль сюзерена.
Во второй четверти XII века единое государство распалось на самостоятельные княжества. Хронологическим началом периода раздробленности современная историографическая традиция считает 1132 год, когда после смерти Мстислава Великого, сына Владимира Мономаха, власть киевского князя перестали признавать Полоцк (1132) и Новгород (1136), а сам титул стал объектом борьбы между различными династическими и территориальными объединениями Рюриковичей. Летописец под 1134 годом в связи с расколом в среде Мономаховичей записал «разодралась вся земля Русская». Начавшиеся междоусобицы не касались самого великого княжения, но после смерти Ярополка Владимировича (1139) следующий Мономахович Вячеслав был изгнан из Киева Всеволодом Ольговичем Черниговским. Русь распалась на отдельные княжества, в том числе (на территории современной Украины) Киевское княжество, частично Черниговское княжество, Галицкое княжество, Владимиро-Волынское княжество, частично Турово-Пинское княжество, а также Переяславское княжество.
Помимо этого, в конце XI и на протяжении всего XII века участились набеги половцев, пришедших на смену печенегам, откочевавшим на Балканы. На протяжении многих десятилетий южнорусские князья не могли справиться с половцами, предприняв целый ряд неудачных походов и терпя чувствительные поражения (битва на реке Альте, битва на реке Стугне и др.) Половцы разоряли многие русские города, нередко подступали к самому Киеву, разоряли Печерскую лавру.
Историки исходят из того, что на протяжении XII века часть населения южнорусских княжеств из-за постоянной угрозы, исходящей из степи, переселилось на север, в более спокойную Ростово-Суздальскую землю, называвшуюся также Залесьем или Опольем. Переселенцы с многолюдного юга быстро составили большинство на этой земле и ассимилировали редкое финское население. О массивной русской миграции на протяжении XII века свидетельствуют летописи и археологические раскопки. Именно на этот период приходится основание и быстрый рост многочисленных городов Северо-Востока Руси (Владимир, Москва, Переяславль-Залесский, Юрьев-Польский, Дмитров, Звенигород, Стародуб-на-Клязьме, Ярополч-Залесский и др. — названия новых городов часто копировали названия городов на юге Руси).
В 1169 году внук Владимира Мономаха, владимиро-суздальский князь Андрей Боголюбский, послал войска во главе со своим сыном Мстиславом, которые захватили Киев. Город был жестоко разграблен, были сожжены киевские храмы, жители уводились в плен. В XII веке, кроме киевского князя, титул великого стали носить также владимирские князья, в XIII веке — также рязанский, галицкий и черниговский.
В 1199 году Роман Мстиславич объединил Галицкое и Волынское княжества, его потомки окончательно утвердились в Галицко-Волынском княжестве в 1239 году. После нашествия Батыя (1237—1241) и разорения 1299 года Киев пришёл в запустение.
С XI века на территориях к югу от древнерусских княжеств находились кочевья половцев. В первой половине XIII века эти земли вошли в состав Золотой Орды.
Уже во второй половине XIII века наметилась разница в положении отдельных княжеств, которая определит их судьбы в будущем. Положение княжеств украинских земель — Киевского, Переяславского, Черниговского и Галицко-Волынского — в значительной мере обусловливалось событиями ещё до монгольского нашествия. Сорокалетняя война (1205—1245) значительно истощила их силы. Пограничные Киевская, Переяславская и Чернигово-Северская земли стали лёгкой добычей Батыя. Эти княжества потеряли темп эволюции по сравнению с соседями. Деградировала терроризируемая монголами княжеская элита, произошёл упадок городской жизни, интенсифицировалось непрерывное дробление земель-княжеств. В противоположность этому, галицко-волынской княжеской ветви, которая вышла победителем из войны 1205—1245 годов, удалось заложить основы собственного мощного государства, стабильно существовавшего ещё целое столетие.

## В составе Великого княжества Литовского и Речи Посполитой
В состав Великого княжества Литовского долгое время входили киевские, черниговские, волынские и галицкие земли.
При Великом князе Литовском Гедимине (1316—1341) произошёл рост территории Великого княжества Литовского (присоединились Минск, Орша, Брест, Пинск, Туров, происходили попытки присоединить Киевское княжество), утвердилась преемственность княжеской власти.
В 1323 году умирают последние законные наследники Романа Мстиславича в Галиции — Андрей и Лев II. Это приводит к тому, что «галицкое наследство» переходит к польскому государю Юрию II Болеславу.
В 1340 году Болеслав был отравлен, а на княжий стол приглашён боярами Любарт Гедиминович, крещённый под именем Димитрий. Реально власть Любарта-Димитрия ограничивалась Волынью, а столица была в Луцке. В 1344—1345 годах после похода польского короля Казимира III Галичина постепенно переходит под власть Польши. Польское королевство окончательно захватило Галицкую и Холмскую земли в 1387 году.
В это время, ослабленные борьбой с монголами и внутренними невзгодами, русские земли попали в поле зрения династии Гедиминовичей. При литовском князе Ольгерде в 1362 году к Великому княжеству Литовскому присоединяется Киевское княжество. Постепенно Чёрная Русь, Белая Русь, Черниговское и Новгород-Северское княжества перешли под власть литовской династии Гедиминовичей; это было довольно аморфное объединение, в котором русское население и земли составляли большинство (а именно 80 % населения), поэтому власть Литвы не была репрессивной, и по сути это было государство с западнорусским языком в качестве государственного и православием в качестве основной религии.
Буковина с 1359 года отходит к Молдавскому княжеству под названием Шипинской земли, а Закарпатье во второй половине XIII столетия — вернулось в состав Венгерского королевства. Таким образом украинские земли в XIII—XIV столетиях вошли в состав соседних государств: Великого княжества Литовского, королевства Польского, Молдавского княжества и Венгерского королевства.
Местная шляхта поддерживала князей Кейстута, Витовта, Свидригайло в их борьбе за объединение всех земель в одно государство.
В условиях борьбы с крестоносцами, Московским княжеством и из-за внутренних конфликтов Великое княжество Литовское вступило в союз с Польским королевством, подписав Кревскую унию (1385).
В Литовском княжестве на протяжении ста лет произошли три внутренних войны: в 1381—1384, в 1389—1392 и в 1432—1439.
- Шварн Данилович, сын короля Даниила Романовича, был великим князем литовским в 1267—1270 годах.
- В 1325 литовский князь Гедимин разбил русское войско князя Святослава при реке Ирпень и установил протекторат над Киевским княжеством.
- Князь Владимиро-Галицкой Руси Любарт Гедиминович.
- Литовский князь Ольгерд, разбив армии Золотой Орды в сражении у Синих Вод в 1362, окончательно включает большую часть удельных княжеств до Чёрного моря в состав Великого княжества Литовского. Польское королевство захватило Галицкую и Холмскую земли (окончательно в 1387). После Кревской унии 1385 усилились польские и католические влияния в Великом княжестве Литовском, постепенно удалялась от власти православная русская знать.Украина на немецкой карте 1890 года, отображающей Речь Посполитую в 1660 году

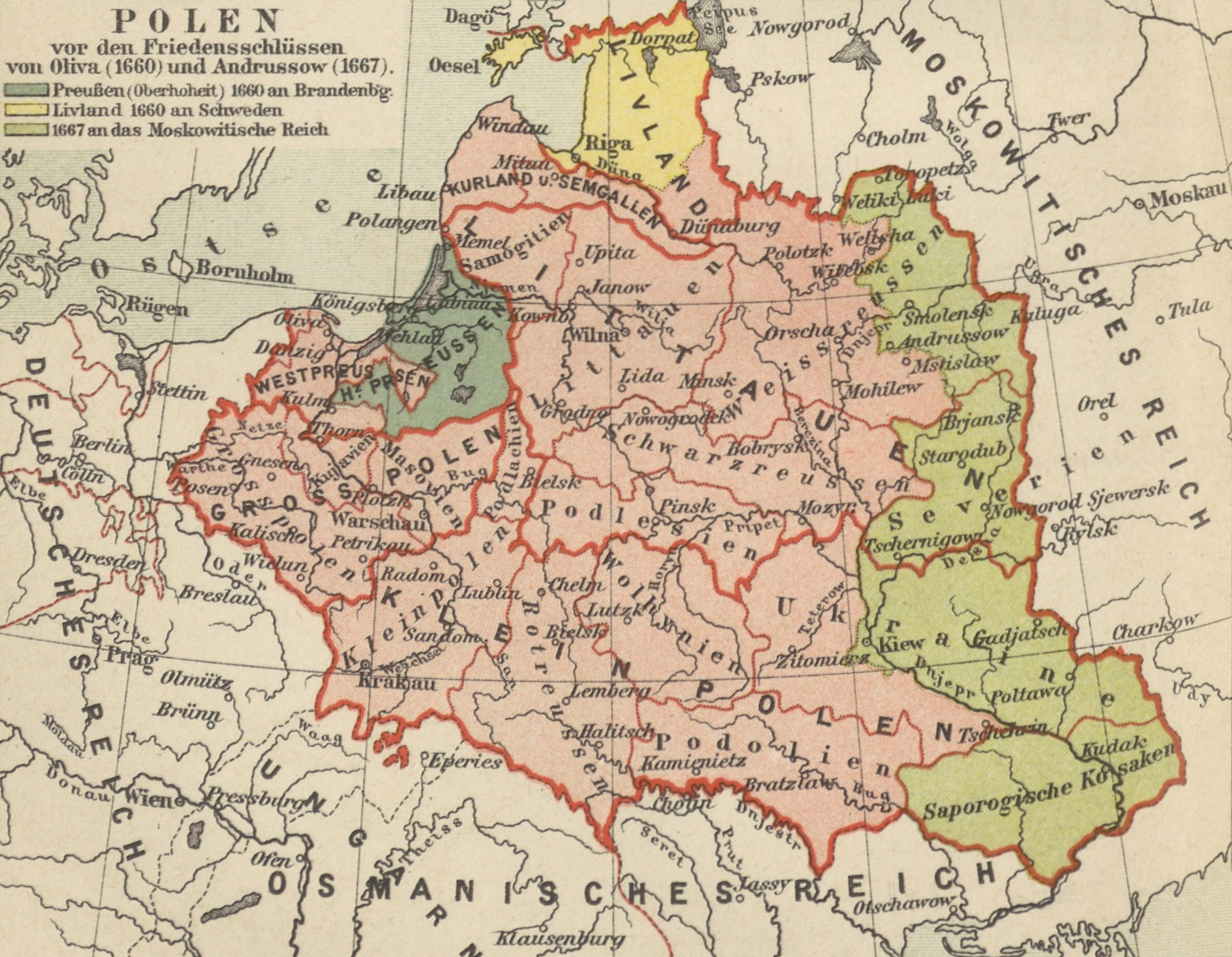
Украина на немецкой карте 1890 года, отображающей Речь Посполитую в 1660 году

- В 1434 году Львов стал столицей Русского воеводства, которое включало пять староств с центрами в городах Львов, Холм, Санок, Галич и Перемышль.
- В 1456 году ликвидировано Волынское княжество, 1470 — Киевское.
- Константин Иванович Острожский (1460—1530). Великий гетман Литвы. Битва под Оршей. Константин Константинович Острожский (1526—1608). Острожская академия на Волыни (1576—1636).

- Вследствие Люблинской унии 1569 года, образовавшей Речь Посполитую, Волынь, Подляшье, Подолье, Брацлавщина и Киевщина были переданы от Великого княжества Литовского Польскому королевству. В течение XVI века создаются три Литовских статута. В 1596 году Брестская уния Православной Церкви Киевской митрополии с Католической церковью вызвала переход в католицизм части русской знати.

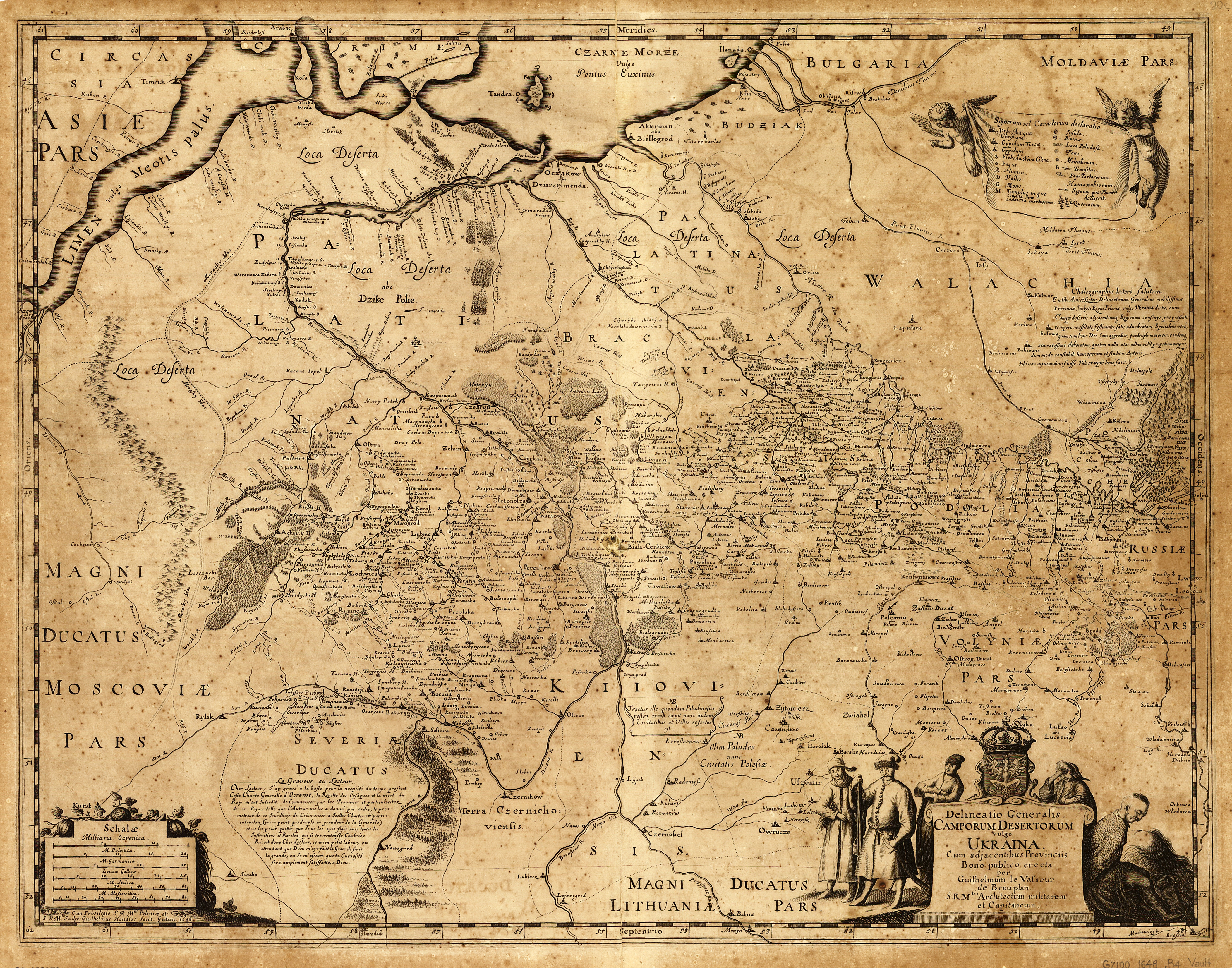
Генеральная карта Украины по описаниям Боплана, 1648

## Новое время

### Слободская Украина
В XVI веке Русское государство перешло в фазу активного расширения. На севере Дикого поля был возведён Белгород (1596), вокруг которого образовалась Белгородская черта с такими крепостями, как Ахтырка (1654), Острогожск (1652). В 1658 году в Белгородскую черту вошли Сумы. К югу от черты начала формироваться Слободская Украина (Слобожанщина), поскольку московское правительство обещало поселенцам льготы. Значительную часть поселенцев составляли казачье население Речи Посполитой, бежавшее от преследований.

### Восстание Хмельницкого

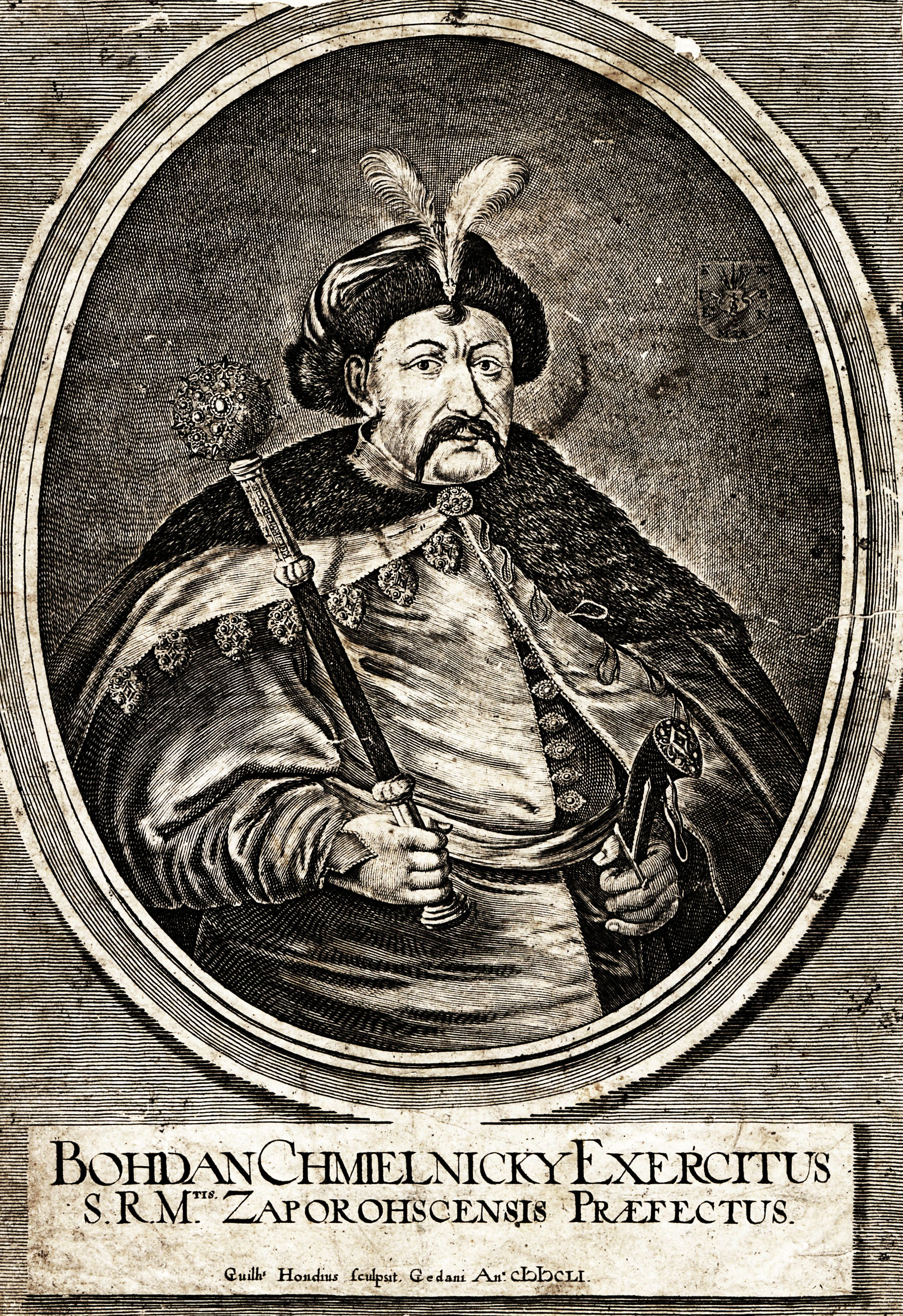
Богдан Хмельницкий

В период 1591–1638 годов произошёл ряд казацко-крестьянских восстаний, целью которых была легитимация украинского казачества как одного из сословий Речи Посполитой, укрепление прав православной церкви, а также ослабление социального гнёта.  
В 1648 году украинские казаки подняли широкомасштабное восстание из-за усилившегося притеснения польскими магнатами. Восстание возглавил бывший сотник реестрового казачества Богдан Хмельницкий. Первоначально казакам сопутствовал успех. Их поддержало Крымское ханство, которым тогда правил Ислам III Герай. В битве при Жёлтых Водах (1648) казацко-татарское войско (казаками командовал Хмельницкий, а крымцами — Тугай-бей) одержало свою первую победу, разбив польский отряд Степана Потоцкого. Вскоре последовала победа в Корсунской битве (16 (26) мая 1648 года). До конца июля от польского присутствия была освобождена вся территория Левобережья, а до конца августа — Брацлавское, Киевское, Подольское (кроме Каменца) воеводства на Правобережье, а также восточные и южные районы Волынского воеводства. Освобождение Правобережья связывают с именем Максима Кривоноса — предводителя казацко-крестьянских отрядов, одного из ближайших сподвижников Хмельницкого. 11–13 (21–23) сентября была одержана победа под Пилявцами. Осенью ареной военных действий становится Галиция, в октябре началась осада Львова. Дойдя до Замостья, гетман начал переговоры с польским правительством и заключил перемирие с новоизбранным королём Яном II Казимиром, кандидатуру которого Хмельницкий негласно поддерживал во время выборов. Победный поход 1648 года был завершён. 23 декабря 1648 года (2 января 1649 года) Богдан Хмельницкий во главе казачьего войска торжественно вступил в Киев.
На освобождённых от поляков территориях устанавливалась система управления по казацкому образцу: в частности, полки стали единицами не только военной, но и административно-территориальной организации. Были де-факто ликвидированы крупные магнатские латифундии, а крестьяне получили статус вольных обывателей. В религиозном отношении господствующее положение заняла православная церковь. Делопроизводство вновь стало вестись на западнорусском (староукраинском) языке. Однако, в то же время осуществлялись массовые репрессии в отношении групп населения, которых восставшие считали своими угнетателями и врагами: католического духовенства, поляков, крупных землевладельцев, евреев. Массовое уничтожение иудейского населения Украины во время восстания Хмельницкого получило в еврейской культуре название гзерот тах (ивр. גזֵרות תַ"ח‎). Нередко жертвами репрессий попутно становилось и восточнославянское православное население.

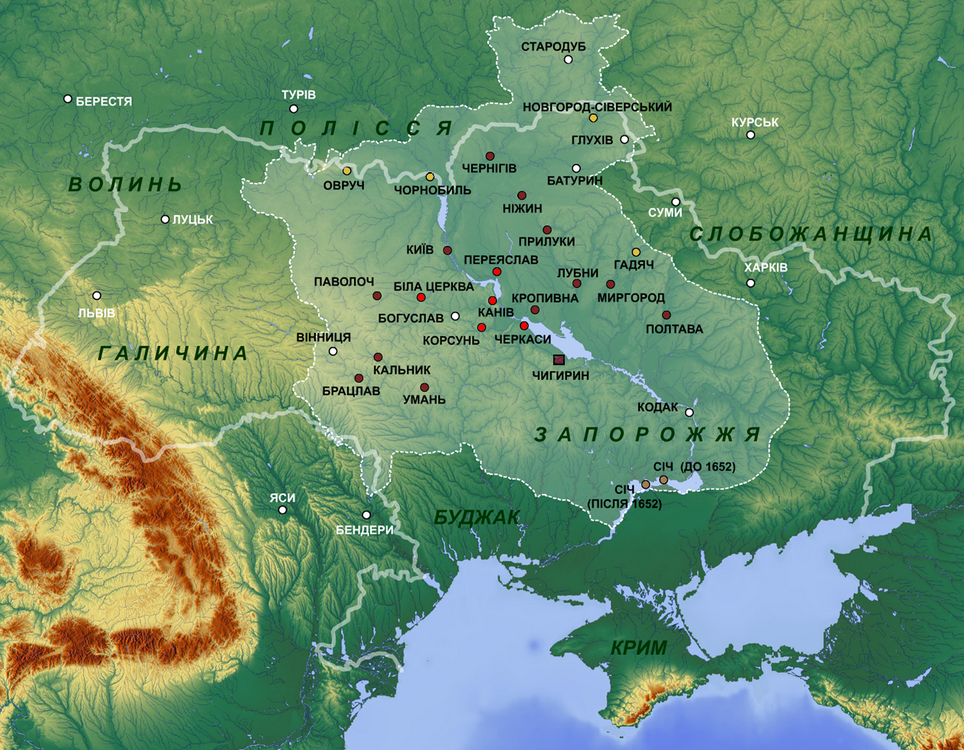
Территория Гетманщины по Зборовскому договору (1649) на фоне современных границ Украины

Богдан Хмельницкий требовал у королевского правительства признания автономии Войска Запорожского на контролировавшихся им территориях. Однако полякам такое условие казалось неприемлемым. Потому уже в 1649 году война продолжилась. После осады казацко-татарскими войсками Збаража 30 июня – 12 августа (10 июля – 22 августа) 1649 года и короткой битвы под Зборовом 5–6 (15–16) сентября был заключён Зборовский договор, которым признавалась власть гетмана и юрисдикция Войска Запорожского над территорией Киевского, Брацлавского и Черниговского воеводств, а польская шляхта не имела права пребывать на этих территориях. Так возникло государственное образование, в позднейшей украинской историографии получившее название Гетманщина.
Ещё с лета 1648 года Богдан Хмельницкий вёл переписку с русским царём Алексеем Михайловичем, сообщая ему о ходе восстания, успехах своих войск и прося военной помощи в борьбе против поляков. Однако вплоть до 1653 года на эти просьбы не поступало никакого практического ответа. Хмельницкий всячески стремился укрепить своё внешнеполитическое положение, в частности, налаживая отношения с юго-западными соседями Гетманщины — Валахией, Трансильванией и Молдовой, а также их сюзереном — Османской империей. В частности, в 1650 году Хмельницкий заключил с молдавским господарем Васлием Лупу соглашение о браке своего сына Тимофея с дочерью Лупу Розандой, а когда господарь попытался отступить от этой сделки, воспользовавшись поражением казацких войск в битве под Берестечко, гетманское войско провело так называемый «свадебный поход» на столицу Молдовы Яссы, принудив Лупу выдать дочь за сына Хмельницкого и восстановить союз с Войском Запорожским. Хмельницким всерьёз рассматривалась перспектива перехода подвластных ему земель под протекторат Османской империи. В частности, из Чигирина в Стамбул и обратно на протяжении войны направлялось не одно посольство. В 1653 году султан даже прислал гетману санджаки — знаки своей милости и принятия под покровительство Порты.
Летом 1651 году произошла Берестецкая битва, в результате которой польская армия под предводительством короля Яна II Казимира и Николая Потоцкого нанесла сокрушительное поражение казакам, в августе того же года литовский гетман Януш Радзивилл взял Киев. Итогом неудачной для Хмельницкого кампании стало подписание 18 (28) сентября 1651 года Белоцерковского мира, которым территория Гетманщины сужалась только до Киевского воеводства. Летом следующего года казаки взяли частичный реванш за поражение, застав врасплох и разгромив польские войска в битве под Батогом.

#### Принятие российского протектората

М. И. Хмелько, «Навеки с Москвой, навеки с русским народом» (1951).
Национальный художественный музей Украины, Киев

К 1653 году тон писем Хмельницкого в Москву изменился — от просьб военной помощи он перешёл к просьбам взять Войско Запорожское под протекцию русского царя. Летом 1653 года в ходе Сучавской кампании, призванной помочь свату Богдана Хмельницкого Василию Лупу удержать власть, погиб Тимофей Хмельницкий, поэтому династические планы гетмана в отношении Дунайских княжеств утратили актуальность. 
1 (11) октября 1653 года, когда казацкие войска осаждали Жванец, Земский собор в Москве постановил принять Войско Запорожское с городами и землями под царскую руку. 8 (18) января 1654 года в Переяславе состоялась генеральная войсковая рада, которая утвердила принятие российского подданства. Мартовские статьи юридически оформили автономное положение Войска Запорожского в составе Русского царства.
Принятие Россией казаков в подданство повлекло за собой начало очередной русско-польской войны. В 1654 году полки наказного гетмана Ивана Золотаренко участвовали вместе с российскими войсками в Государевом походе на Литовскую Русь. В следующем году началось наступление и на Украине: объединённые царско-гетманские силы 19–29 января  (29 января – 1 февраля) 1655 года разбили поляков под Охматовом и уже осенью осадили Львов. Кампания развивалась успешно для русско-казацких войск, однако между ними возникали противоречия: в частности, к присяге кому, царю или гетману, приводить население взятых под контроль территорий. 
В 1656 году в войну с Речью Посполитой вступила Швеция, что кардинально поменяло баланс сил и в русско-польском конфликте. Шведские войска быстро овладели почти всей территорией польских земель с Варшавой и Краковом, а также частью Литвы, что вошло в историю Речи Посполитой как Шведский потоп. Опасаясь усиления Швеции, московское правительство предпочло 24 октября (3 ноября) 1656 года заключить с Польшей компромиссное перемирие, направленное против шведов. Замирение Москвы со своим главным противником, Речью Посполитой, Богдан Хмельницкий принял с глухим недовольством и, хоть и не выразил открытого протеста Алексею Михайловичу, приступил к поиску новых союзников в борьбе с Польшей. Всего через месяц после Виленского перемирия, используя давно налаженные контакты со шведами и правителями Дунайских княжеств, 26 ноября (6 декабря) 1656 года, гетман заключил договор со шведским королём Карлом X и трансильванским князем Дьёрдем II Ракоци, согласно которому Войско Запорожское, Швеция и Трансильвания должны были, путём проведения совместной военной кампании, разгромить Речь Посполитую и разделить её территорию между собой. К Гетманщине по этому договору должны были отойти юго-восточные земли Польского королевства, населённые православными русинами. Однако силы союзников, несмотря на значительные военные успехи, не смогли достичь главной политической цели похода — возведения на польский престол Дьёрдя Ракоци, которое должно было стать гарантом реализации последующих договорённостей.

### Руина
27 июля (6 августа) 1657 года в своей столице Чигирине умер Богдан Хмельницкий. Согласно воле покойного, старшина избрала новым гетманом его 16-летнего сына Юрия Хмельницкого, регентом при котором был поставлен генеральный писарь Войска Запорожского Иван Выговский, один из ближайших соратников Богдана Хмельницкого. Однако уже через два месяца Юрий был самой же старшиной смещён с должности и отправлен «на науку» в Киев, а полноправным гетманом стал Выговский. Во внешнеполитическом плане он продолжил курс Богдана Хмельницкого на поиск альтернатив России в обеспечении суверенности Гетманщины. Ещё во время избрания он засвидетельствовал приверженность союзничеству со шведским королём, параллельно налаживая контакты и с Речью Посполитой. Однако начало его гетманства было ознаменовано вспышкой социального недовольства, которое накапливалось ещё при жизни Богдана Хмельницкого. Казачья старшина становилась правящим классом молодого государства, что вызывало недовольство социальных низов и показачившихся крестьян. Параллельно у части старшин, сохранявших верность русскому царю, зрело подозрение в пропольской ориентации Выговского. Всё это стало причиной вспыхнувшего в конце 1657 — начале 1658 годов антигетманского мятежа на Левобережной Украине (главным образом, силами Полтавского полка и Запорожской Сечи). Обе стороны конфликта при этом декларировали верность московскому царю. Летом 1658 года Выговский, призвав на помощь крымских татар, штурмом взял Полтаву и разгромил очаги сопротивления на всей территории Полтавского полка.

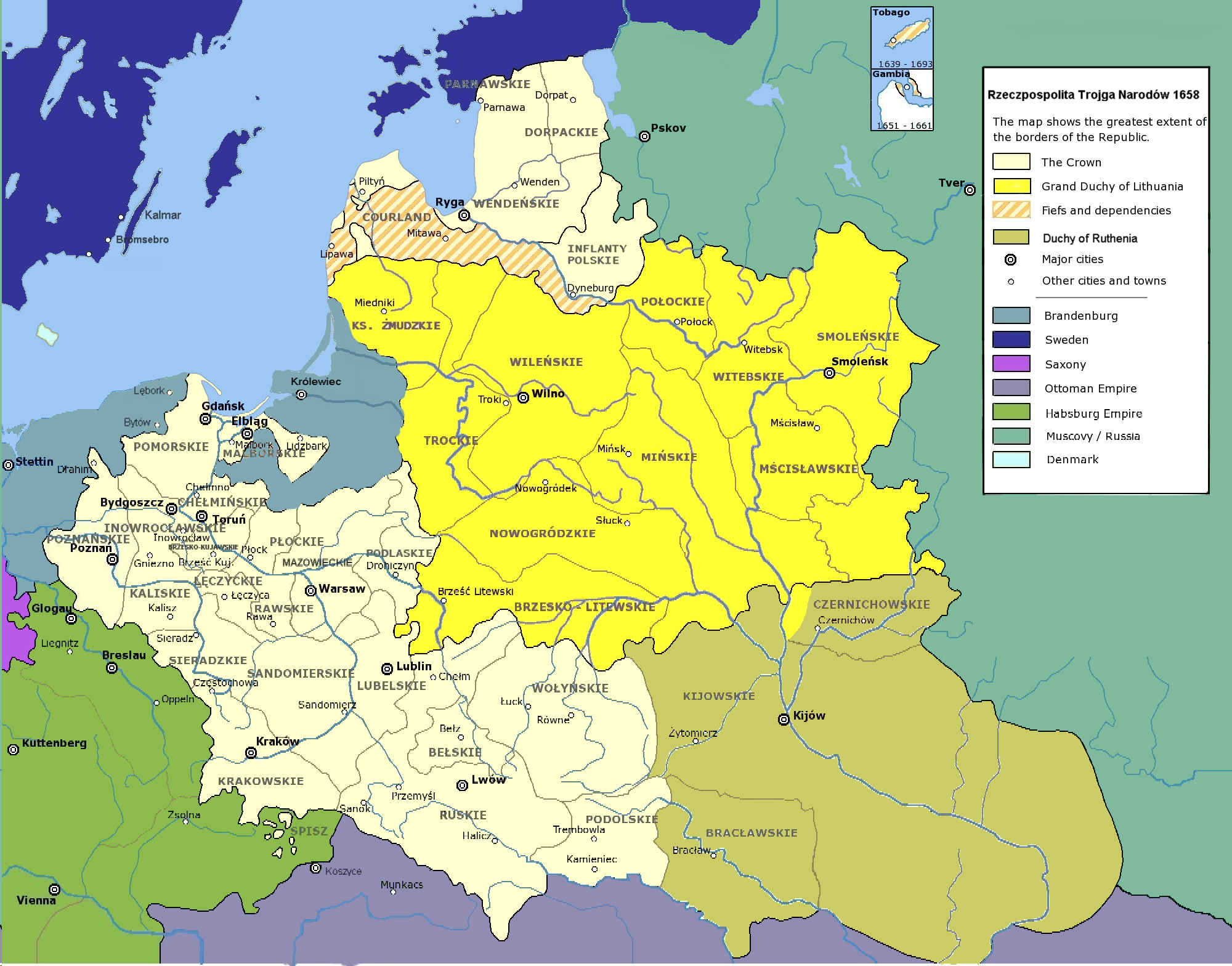
Проект административно-территориального деления Речи Посполитой по Гадячскому договору (1658)

Уже в конце лета 1658 года Выговский открыто выступает против России, осадив русский гарнизон в Киеве и заключив с польским правительством Гадячский договор, согласно которому территории, контролируемые Войском Запорожским (Гетманщина), входили в состав Речи Посполитой как третья равноправная составляющая наравне с Королевством Польским и Великим княжеством Литовским под названием Великого княжества Русского, которое должен был возглавлять пожизненно избираемый казаками гетман. Это дало ясный повод московскому правительству обвинить Выговского в измене и отправить на Украину войска. Демонстративно резкий разворот внешнеполитического курса гетмана вызвал непонимание и среди части казаков, что усугублялось жестокими методами, применявшимися Выговским в борьбе со взбунтовавшейся чернью, в частности, во время подавления Полтавского мятежа.
После первых стычек с царской армией осенью 1658 года Выговский засвидетельствовал верность России. Но уже в декабре, соединившись с крымскими татарами и польским отрядом Анджея Потоцкого, Выговский возобновил военные действия, напав на русские войска в Лохвице и казаков наказного гетмана Ивана Беспалого, сохранившего верность Москве, в Ромнах. 26 марта (5 апреля) 1659 года на Украину вступило русское войско князя Алексея Трубецкого, многократно превосходившее силы Выговского и поляков, однако 28 июня – 2 июля (8–12 июля) царская армия потерпела сокрушительное поражение в битве под Конотопом. Но воспользоваться достигнутым успехом Выговскому не удалось: уже в августе против него восстали ряд городов Полтавского полка, а также запорожцы; вскоре к мятежу присоединилось почти всё Левобережье. В такой ситуации Выговский сложил гетманские полномочия и передал клейноды вернувшемуся из Киева Юрию Хмельницкому, которого рада в сентябре 1659 года избрала гетманом. 
Став гетманом, Юрий Хмельницкий заключил с царским правительством так называемые Переяславские статьи — сфальсифицированный вариант Мартовских статей, который московские чиновники представили Юрию как договор, заключённый его отцом в Переяславе в 1654 году. В составе русских войск под командованием Василия Шереметьева полки Юрия Хмельницкого в 1660 году приняли участие в наступлении против поляков на Правобережной Украине. Однако когда царские потерпели поражения у Любара и Чуднова, шедший на соединение с русской армией Ю. Хмельницкий капитулировал под Слободищем и 17 (27) октября 1660 года заключил с поляками трактат, согласно которому Гетманщина возвращалась под власть Короны Польской (в основе своей трактат дублировал Гадячский договор, однако без пункта о создании Великого княжества Русского). 
Если рада правобережных полков одобрила заключение Слободищенского трактата, то на Левобережье оно было принято с недовольством. В Переяславе народ во главе с избранным левобережным наказным гетманом переяславским полковником Якимом Сомко — дядей Юрия Хмельницкого — поклялся «умирать за великого государя-царя, за церкви Божии и за веру православную, а городов малороссийских врагам не сдавать, против неприятелей стоять и ответ держать». И хотя формально Ю. Хмельницкий оставался гетманом всего Войска Запорожского, по факту его власть признавали только на Правобережье. Украина политически раскололась по линии Днепра. 
В 1661 и 1662 годах Юрий Хмельницкий дважды неудачно осаждал Переяслав, пытаясь, при помощи поляков и татар, силой восстановить свою власть на Левобережье. При отступлении из-под города его войска 16 (26) июля 1662 года были разгромлены в битве под Каневом (впрочем, проникшие на Правобережье на плечах отступавших левобережные полки также успеха не имели). В конце того же года Ю. Хмельницкий отрёкся от гетманства и удалился в монастырь. Его преемником в должности правобережного гетмана стал Павел Тетеря. 
В то же время на Левобережье, оставшемся под протекторатом русского царя, обострилась борьба за власть. Главными претендентами на гетманство были наказной гетман Яким Сомко, один из главных руководителей обороны Переяслава, и нежинский полковник Василий Золотаренко. Однако на политическую сцену выдвинулся кандидат, поддержанный Запорожской Сечью и социальными низами, а также сумевший заручится покровительством московских властей — Иван Брюховецкий. Эффективно манипулируя общественными настроениями и используя популистскую риторику, Брюховецкий сумел одержать верх на так называемой Чёрной раде, прошедшей вблизи Нежина 17–18 (27–28) июня 1663 года, и стать левобережным гетманом. Осенью того же года он заключил с царским правительством Батуринские статьи, существенно расширявшие полномочия российских сановников в Гетманщине. Через 2 года, после отражения масштабного польского наступления, Брюховецкий первым из гетманов посетил Москву, где заключил договор, ещё сильнее ограничивавший права гетмана в управлении Войском Запорожским. 
В конце 1663 года войска короля Яна II Казимира и правобережного гетмана Павла Тетери выступили в масштабный поход на Левобережную Украину. Достигнув значительных территориальных успехов, коронная армия 11 (21) января 1664 года осадила Глухов. Однако на фоне затянувшейся осады в тылу у короля начали восставать занятые им левобережные города; одновременно вспыхнуло восстание и на Правобережье. В этих условиях, ввиду приближающихся с разных сторон русско-казацких армий, коронное войско с большими потерями отступило. Тетеря был вынужден вернуться на Правобережье и вступить в длительную борьбу с разнообразными восставшими группировками, возглавляемыми представителями старшины, а к концу 1664 года отрёкся от гетманства и выехал в Речь Посполитую. Новым правобережным гетманом стал Пётр Дорошенко, сумевший подавить оппозицию и добиться признания своей власти на всём Правобережье. 
30 января (9 февраля) 1667 года было подписано Андрусовское перемирие, завершившее русско-польскую войну. Согласно ему стороны признавали польский протекторат над Правобережьем и русский — над Левобережьем. России предоставлялось два года для вывода своего гарнизона из Киева и его передачи полякам (впоследствии, однако, она сумела удержать его в результате «Вечного мира» 1686 года). Земли Запорожской Сечи должны были пребывать под общим покровительством обоих монархов. 
Заключение Андрусовского перемирия вызвало бурное возмущение в Войске Запорожском по обе стороны Днепра. Правобережный гетман Дорошенко, скопив свои силы и заключив союз с Крымским ханством, в конце 1666 года начал войну против Польши, однако, потерпев в октябре 1667 года поражение под Подгайцами, был вынужден признать над собой власть польского короля и согласиться лишь на символическую автономию территории Правобережья в составе Речи Посполитой.
Андрусовское перемирие, а также сужение царским правительством, при прямой поддержке Брюховецкого, автономии Левобережной Украины вызвало начало в левобережных полках антимосковского восстания. Брюховецкий при этом тут же поддержал восставших, придя к мысли о необходимости смены внешнеполитической ориентации. Из гетманской ставки в Гадяче отправляется посольство в Стамбул, а левобережная старшина, зная о тесных контактах Дорошенко с Османской империей, приглашает его вступить на Левобережную Украину. В июне 1668 года Дорошенко провозглашается гетманом «обоих берегов Днепра» (Брюховецкого незадолго до этого казнила взбунтовавшаяся чернь), однако долго удержать контроль на Левобережьем он не смог. Для усмирения очередных волнений он был вынужден вернуться на Правобережную Украину, оставив на левом берегу наказным гетманом Демьяна Игнатовича (Многогрешного), черниговского полковника, поддержавшего Дорошенко. Однако, в условиях наступления московских войск, а также восстаний, вспыхнувших в южных левобережных полках, Многогрешный счёл за лучшее вновь присягнуть на верность Русскому царству. В марте 1669 года были заключены Глуховские статьи, несколько расширявшие объём гетманских полномочий в управлении Малороссией. 

В 1669 году правобережный гетман Пётр Дорошенко, не снискав успеха в попытках объединить всё Войско Запорожское, принимает подданство турецкого султана. В 1670 году на Правобережье возобновляются военные действия между поляками, казаками Дорошенко, сторонниками его оппонентов из среды старшины (в частности, в 1671 году правительство Речи Посполитой признало гетманом Правобережья лояльного себе Михаила Ханенко), а также татарами. В 1672 году Турция, под предлогом защиты своего вассала Дорошенко от притеснений поляков, объявила войну Речи Посполитой, и вступила огромным 100-тысячным войском на Правобережную Украину. Не имея возможности оказывать достойное сопротивление, королевское правительство 18 октября 1672 года заключило с турками Бучачский мир, согласно которому Западное Подолье напрямую входило в состав Османской империи под названием Подольского эялета, а Восточное (территория, на которой непосредственно находились правобережные казачьи полки) становилось удельным владением гетмана Дорошенко под протекторатом Порты. 
Одновременно в борьбу за Правобережную Украину включилось Русское царство. Сочтя, после заключения польско-турецкого Бучачского мира, свои обязательства по Андрусовскому перемирию де-факто денонсированными, царское правительство в 1674 году, при поддержке левобережных казаков Ивана Самойловича (избранного гетманом Левобережной Украины в 1672 году, после свержения Многогрешного), ввело войска на правый берег Днепра и осадило Чигирин, однако, под натиском Дорошенко и турок, отступило. Однако авторитет Дорошенко среди правобережного казачества стремительно падал, главным образом, из-за бесчинств его союзников-турок, а также неспособности гетмана сформировать организованную вертикаль власти. Одновременно король Польши Ян III Собеский, в ходе продолжающейся войны, смог вернуть часть отторгнутой Османской империей территории. Авторитет Дорошенко упал так низко, что на раде в Чигирине 13 октября 1675 года он был вынужден публично принести присягу царю, а в январе 1676 отправил в Москву гетманские клейноды (кроме булавы). Тем не менее, Дорошенко продолжал тянуть время и в марте отказался сдать Чигирин царскому полковнику В. Борковскому. В конце августа 1676 года турецкое войско перешло Днестр и двинулось на Львов. Немедленно от армии Ромодановского и Самойловича к Чигирину был отправлен передовой отряд под командованием полковника Г. Косагова и генерального бунчужного Л. Полуботка (15 тысяч человек, в том числе 4 казачьих полка и «надворная компания» гетмана). Не встречая сопротивления, они подошли под Чигирин, легко разбили силы Дорошенко на подступах городу и приготовились к осаде. На следующий день Чигирин капитулировал, получив от Самойловича подтверждение «прав и вольностей войсковых». Дорошенко выехал на Левобережную Украину, присягнув царю Алексею Михайловичу и гетману Ивану Самойловичу. 
Османская империя, однако, не признала фактический переход под русский контроль значительной части Правобережной Украины, поэтому в 1677 году отправила туда войска, в обозе которых ехал Юрий Хмельницкий — турецкий ставленник на гетманскую вакансию. Первая попытка османов взять Чигирин закончилась неудачно, однако снаряжённый на следующий год поход оказался более удачным — русские войска были вынуждены покинуть Чигирин и отступить на Левобережье. При этом, при отступлении, по приказу гетмана Самойловича, с правого берега на левый было согнано огромное количество людей, что получило в истории название «Великого сгона». 
Под конец 1670-х годов Правобережная Украина представляла собой практически полную руину, разорённую многими годами войн, голода, эпидемий и разрушений. Бесчинства турок, постоянные выезды татар за ясырем, переселения (и добровольные, и насильственные) местных жителей в более спокойные регионы практически не оставили на Правобережье оседлого населения. В 1681 году между Россией и Османской империей был заключён мирный договор, согласно которому восточная часть Правобережной Украины должна была оставаться незаселённой, а западная оставалась за Турцией. На протяжении 1680-х — 1690-х годов на Правобережье понемногу были восстановлены органы казацкого самоуправления. Однако в 1699 году сейм Речи Посполитой постановил упразднить казачество, после чего сопротивление наказного гетмана С. Самуся и полковника С. Палия вызвало последнее казацкое восстание в Речи Посполитой в 1702—1704 годах. 

### Интеграция в состав Российского государства
Для управления новыми территориями в 1662 году был создан Малороссийский приказ.
Русские войска поддержали восставших казаков, что привело к русско-польской войне (1654—1667 годов). Война завершилась Андрусовским перемирием (1667 года), по условиям которого территории, лежащие восточнее Днепра (Левобережная Украина и Сиверщина) отошли к России, а лежащие западнее (Правобережная Украина и Беларусь) — остались за Речью Посполитой. Условия перемирия были позднее подтверждены мирным договором 1686 года. Киев закреплялся за Россией.
Переяславская Рада не принесла мир на территорию Гетманщины. После смерти Богдана Хмельницкого гетманом становится Иван Выговский, однако его власть оспаривалась Запорожской сечью. Казацкая верхушка колебалась между Россией и Польшей, что выразилось в Конотопской битве. Время от смерти Богдана Хмельницкого до заключения Вечного мира 1686 года в украинской историографии получило название Руины.
В ходе польско-турецкой войны 1672—1676 Подолье перешло под власть Османской империи и Каменец-Подольский стал центром самой северной из её провинций. В июле 1678 турецкая армия во главе с великим визирем Кара-Мустафой вторглась в пределы Надднепрянской Украины, находившейся под контролем России и осадила Чигирин. После месячной осады город пал. Речь Посполитая не могла помочь России в борьбе против турок на этом фронте, так как была сильно ослаблена войной с Османской империей. В 1681 году в Бахчисарае было подписано перемирие и в начале 1682 года между Русским царством и Османской империей был заключён мирный договор. Заключённый на 20 лет договор устанавливал границу между Россией и Турцией по Днепру. Киев с окрестностями оставался во владении России. Территория между Днепром и Южным Бугом должна была оставаться незаселённой, а Запорожье признавалось сферой турецкого влияния. Турецкое владычество продолжалось до 1699 года (Карловицкий мир).
В 1685 году правительством Речи Посполитой была проведена реформа, восстанавливающая казацкие полки на территории Правобережной Украины. Однако в 1699 году сейм Речи Посполитой постановил упразднить казачество, после чего сопротивление наказного гетмана С. Самуся и полковника С. Палия вызвало последнее казацкое восстание в Речи Посполитой в 1702—1704 годах.

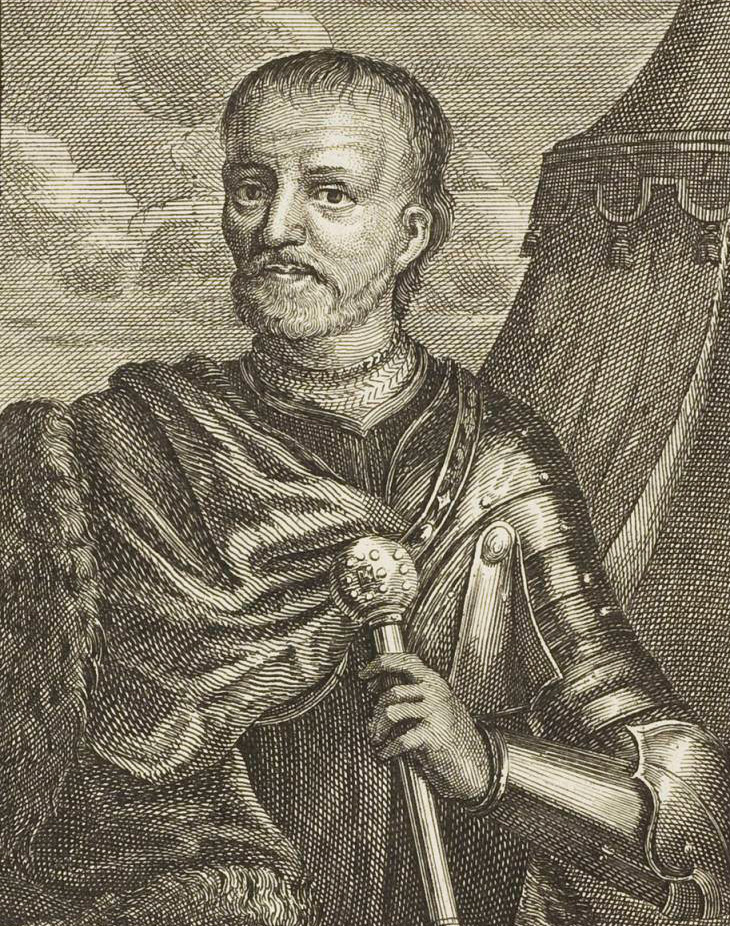
Иван Мазепа

### Мазепа
В 1687 году гетманом Левобережной Украины (Малороссийской земли) стал Иван Мазепа. Слободская Украина находилась под властью белгородского воеводы. Иван Мазепа вначале выступал как вассал российского царя, однако в ходе Северной войны 1700−1721 годов он решил воспользоваться ситуацией, чтобы выйти из-под контроля России. В этом решении его поддержала и часть казацкой старшины. Для этого он связался с поляками (ставленник шведов король Станислав Лещинский), а затем — со шведским королём Карлом XII. Перед Полтавской битвой часть казаков под командованием Мазепы (ок. 3 тыс. человек) перешла на сторону шведов. Однако шведы потерпели поражение, и Иван Мазепа с верными ему казаками бежал в Турцию. Пётр I, поражённый поступком Мазепы, приказал разрушить гетманскую столицу и Запорожскую Сечь и уничтожить их население, а самого Мазепу — предать анафеме.
В 1720 году Пётр I издаёт указ, в котором говорится: «Его Императорскому Величеству известно учинилось, что в Киевской и Черниговской типографиях книги печатают несогласно с великороссийскими, но со многою противностью к Восточной Церкви… Вновь книг никаких, кроме церковных крещённых изданий, не печатать. А церковныя старыя книги, для совершенного согласия с великороссийскими, с такими же церковными книгами справливать прежде печати с теми великоросскими, дабы никакой разны и особаго наречия в оных не было»… «Особаго наречия» — имеется в виду местные отличия от московских канонов церковно-славянского языка, которым издавались церковные книги.

### Малороссия

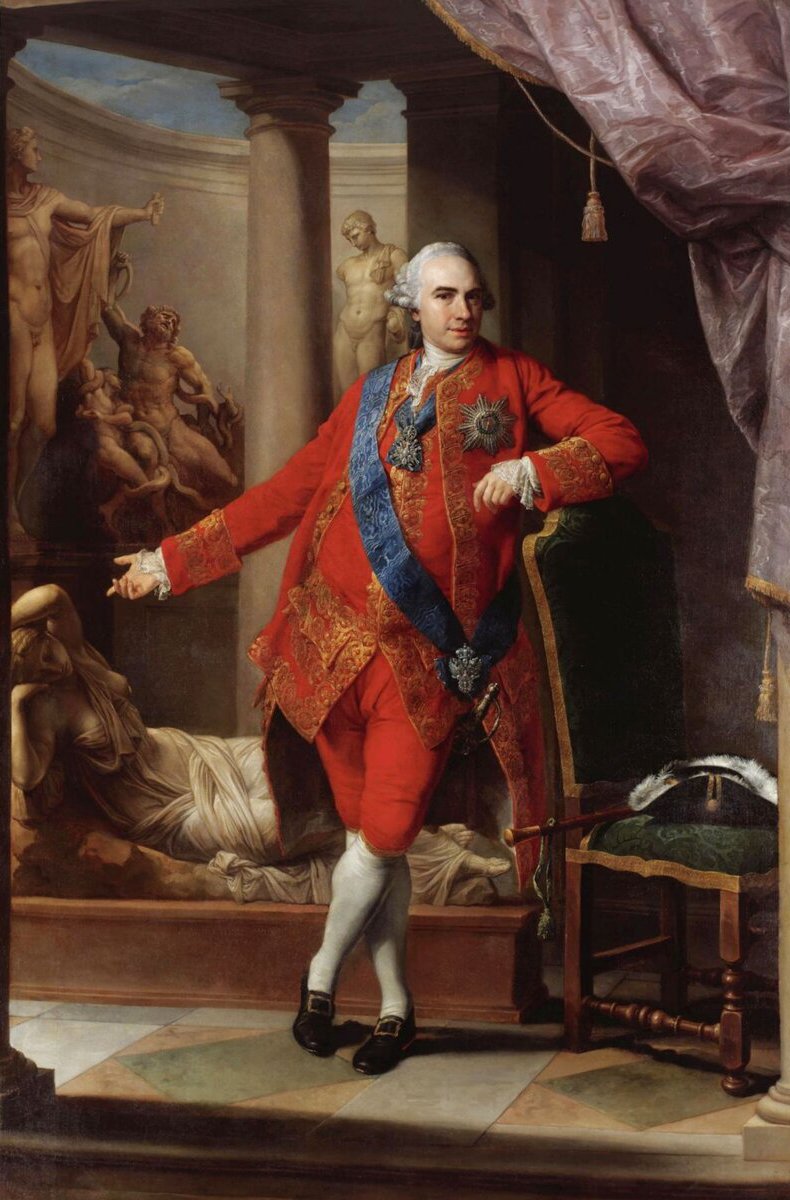
Последний гетман Малой России граф Разумовский

Последним гетманом «всея Малыя России, обеих сторон Днепра и войск запорозских» в составе Российской империи был граф Кирилл Григорьевич Разумовский. В 1764 году Екатерина II упразднила Гетманщину, а на его территории учредила Малороссийскую губернию, из которой в 1781 году было выделено Киевское, Черниговское и Новгород-Северское наместничество. В тайной инструкции генерал-прокурору сената князю Вяземскому дала следующие установки: «Малая Россия, Лифляндия, Финляндия суть провинции, которыя правятся конфирмованными им привилегиями, нарушать ония отрешением всех вдруг весьма непристойно б было… Сии провинции, также и Смоленскую, надлежит легчайшими способами привести к тому, чтобы они обрусели и перестали бы глядеть как волки в лесу».
Вплоть до русско-турецкой войны 1768—1774 земли в нижнем течении Днепра, Приазовье и Крым оставались под контролем Крымского ханства. Эти территории отошли к Российской империи по Кучук-Кайнарджийскому мирному договору (1774), после чего началось их заселение восточными славянами, а также сербами, переселёнными с Балкан, греками, немцами и евреями, которым правительство Российской империи предоставило право селиться в этих местах.
После победы над Османской империей, в 1775 году Запорожская Сечь была уничтожена. В конце мая из Крепости Святой Елисаветы на Сечь двинулись войска, состоявшие из 8 кавалерийских, 10 пехотных полков, 20 гусарских и 13 эскадронов донских казаков (общей численностью в 100 тыс. человек) под командованием генерал-поручика Петра Текели и генерал-майора Федора Арсеньевича Чорбы. Сечь, в свою очередь, обороняли 3 тысячи казаков. Запорожцы, настигнутые врасплох жаждали битвы, но сечевая элита во главе с Петром Калнышевским убедила казаков сложить оружие. Уже 15 июня Сечь была полностью разрушена и 3 августа 1775 Екатерина Великая в своём манифесте заявила: «Нет теперь более Сечи Запорожской в политическом её уродстве».
Одна часть казаков сбежала за Дунай , где создала Задунайскую Сечь, а другая была переселена на Кубань, где создала Кубанское войско. Большинство архивных документов и оружия, конфискованных у запорожцев, долгое время хранились в Крепости Святой Елисаветы (которая в 1784 получила статус города Елисаветграда), пока не были эвакуированы в Москву во время Гражданской войны. А Калнышевский, являвшийся последним запорожским атаманом, умер в заключении на Соловках. На бывших землях запорожцев была учреждена Новороссийская губерния, где на местах казацких и татарских поселений были заложены новые города: Екатеринослав, Николаев, Херсон, Одесса, Новороссийск, Севастополь, Александровск, Мариуполь и другие. Были образованы новые губернии: Киевская, Харьковская, Екатеринославская, Таврическая (Симферополь), Новороссийская, Херсонская.
До конца XVIII — начала XIX века, Украина из-за закрепощения населения была в основном аграрным краем.

### Гайдамаки

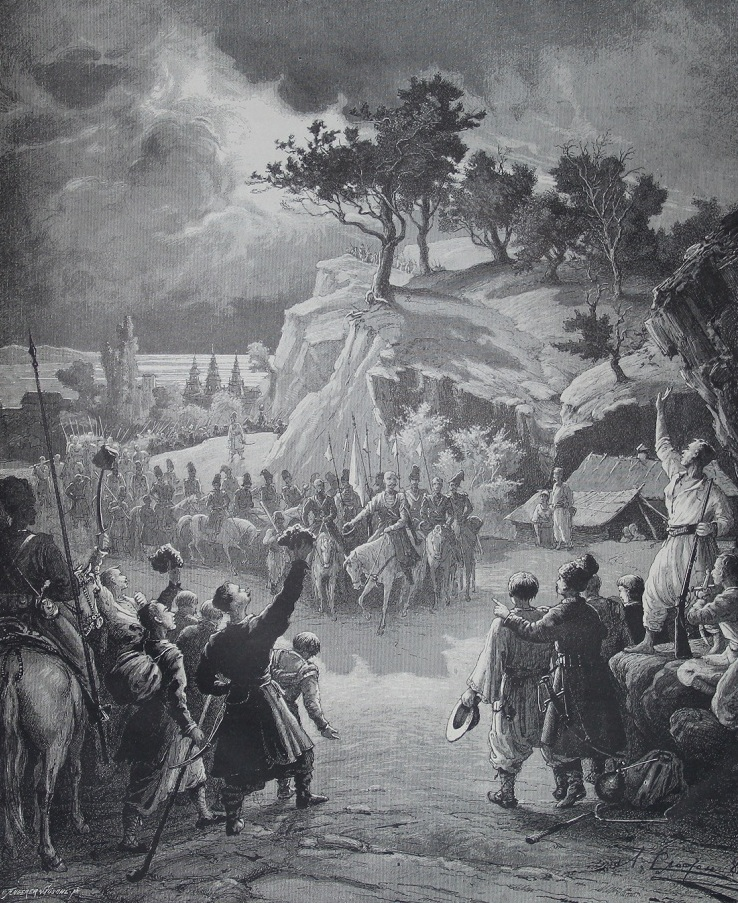
Иллюстрация к поэме Тараса Шевченко Шевченко «Гайдамаки», действие которой происходит во времена «Колиивщины»

Правобережная Украина, оставшаяся в составе Речи Посполитой, была разорена в эпоху Руины и восстания Палия, но с первой четверти XVIII века потомки прежней украинской шляхты стали возвращаться туда, восстанавливать свои права на имения и заводить крепостное хозяйство с широким развитием арендных отношений. Крестьяне из Левобережной Украины (Гетманщины) переманивались на Правобережье обещанием всяческих льгот на определённый срок. Но затем эти переселенцы обращались в обычное крепостное состояние, увеличивались повинности и взыскания.
Это вызывало в крестьянстве ненависть к шляхте, которая, к тому же, в значительной степени ополячилась и перешла в католичество, а также к евреям-арендаторам имений, которые были посредниками между их собственниками и крестьянством. Появились отряды гайдамаков, которые занимались нападениями на шляхтичей, купцов и евреев, а большие отряды гайдамаков нападали на города, торговые местечки, замки, убивая шляхту, евреев и католическое духовенство. К гайдамакам присоединялись недовольные еврейской конкуренцией городские мещане, пришлые запорожские казаки, бродячие молдаване и калмыки. Движение гайдамаков в 1734, в 1750,  и в 1768 годах принимало характер настоящих восстаний, охватывавших значительную территорию. Восстание 1768 года, известное как «Колиивщина», было подавлено с помощью российских войск.

### Разделы Речи Посполитой
В результате разделов Речи Посполитой между Россией, Австрией и Пруссией в 1772—1795 годах Галиция пополнила владения австрийских Габсбургов, а Правобережная Украина — во владение России. В 1772 году Львов стал столицей королевства Галиции и Лодомерии Австрийской империи
К Российской империи отошли Правобережная Украина, Волынь и Подолье.

### Национальное движение

Украинский язык в Российской империи по переписи 1897 года

Языковые группы Российской империи по переписи 1897 года (уезды и города с преобладанием украиноязычного населения жёлтым)

С конца XVIII века зарождается украинское национальное движение, сначала культурное, а с 1840-х годов (Кирилло-Мефодиевское братство) и политическое. Началось формирование современной украинской нации. Важное значение для национального пробуждения имело творчество Тараса Шевченко; вследствие репрессий царской власти с 1870-х центр национального движения переместился в Галицию. С конца XIX века появляются украинские политические партии, часть из которых выдвигает требование самостоятельного украинского государства.

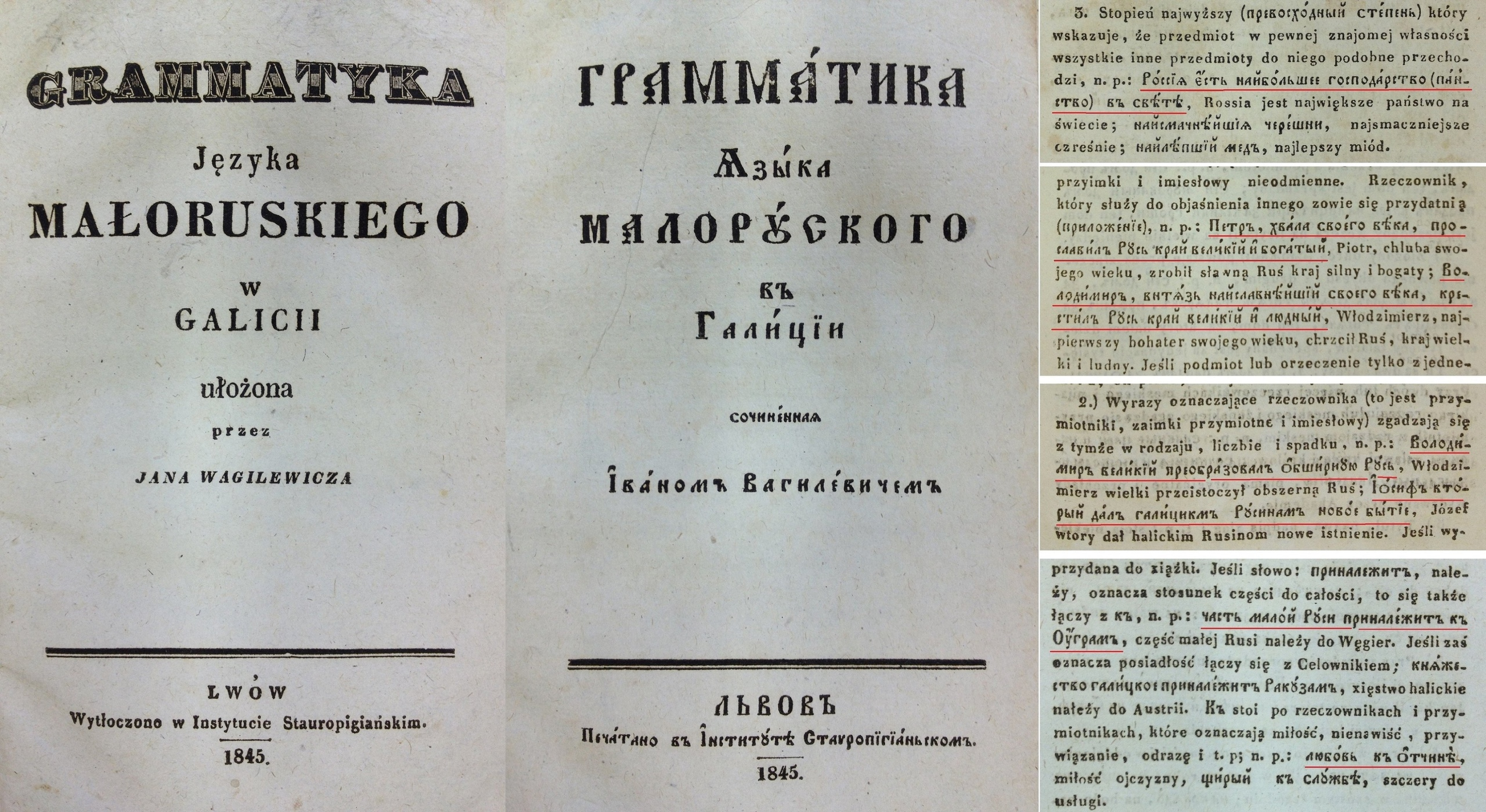
Образец украинского языка в Галиции, 1845 год

В 1830-х годах в Галицию пришла волна славянофильского движения, нашедшая поддержку у галицких русинов, прежде всего молодёжи. Так, Маркиан Шашкевич, Яков Головацкий и Иван Вагилевич, прозванные «Русскою троицей», впервые выпустили галицко-русский литературный альманах «Русалка Днестровая» на местном наречии. В этом альманахе звучала мысль о «едином славянском народе», в который входит и «руский» народ, простирающийся на восток до Дона. Хотя северная граница заселения «руского» народа указана не была, по общему смыслу альманаха, под «руским» народом понимался малорусский/украинский. Вместе с тем, отмечалось, что и великорусы — «побратимы» галичанам, а в строках о древней Руси наряду с Киевом звучал Новгород.
Конфликт между поляками и украинцами/русинами в Галиции то затихал, то разгорался в зависимости от внутренней политики австрийского правительства в национальном вопросе. Поддерживая то одну, то другую сторону, австрийское правительство создавало в Галиции некое равновесие, дававшее, в конечном результате, возможность управлять этим краем. Украинцам была предоставлена возможность начать обучение на родном языке в начальных школах и вводить преподавание его в гимназиях.

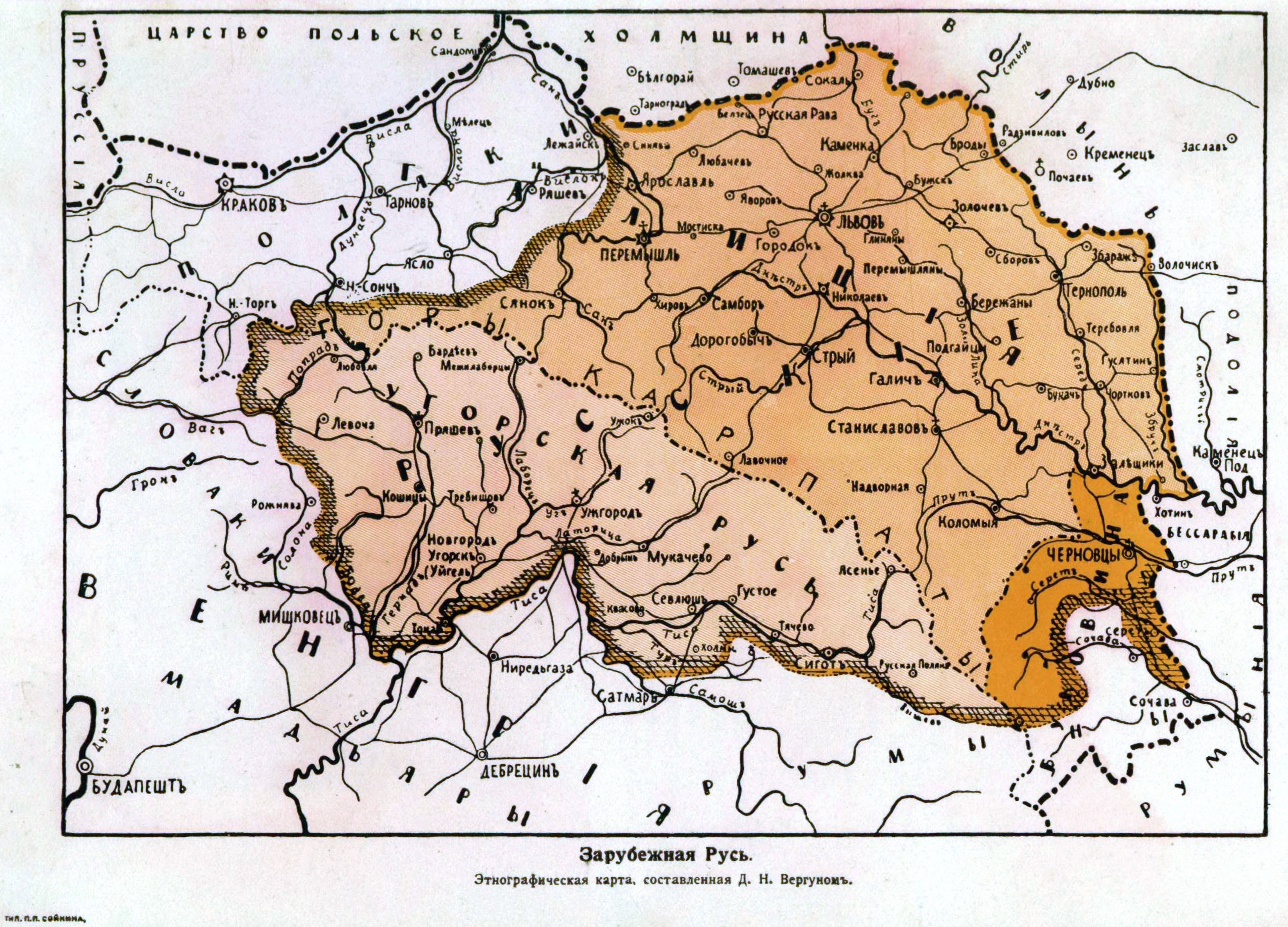
Зарубежная Русь. Этнографическая карта, составленная Д. Н. Вергуном. 1915

В Российской же империи секретным циркуляром министра внутренних дел Валуева 1863 года, а затем Эмсским указом Александра II 1876 года были введены серьёзные ограничения на употребление в печати украинского языка. С этого момента издание украинской литературы начало перемещаться из России в Австро-Венгрию, превратившуюся в своеобразное убежище для украинских литераторов. Во Львов на некоторое время перебрался и крупнейший украинский общественный деятель того времени М. Драгоманов.
К концу XIX века Галицию стали называть «украинским Пьемонтом», уподобляя её роль той, которую Сардинское королевство сыграло в объединении Италии. М. С. Грушевский, который в 1894 году переехал из Киева во Львов, утверждал, что Галиция являлась «передовой частью украинского народа, которая давно обогнала бедную российскую Украину», что «до сих пор Галиция шла, а Украина стояла или шла за Галицией».
Перепись 1897 года охватила бо́льшую часть территории Украины, которая тогда находилась в составе Российской империи, и была первой, которая включала вопрос о родном языке. Она выявила преобладание украинского языка на бо́льшей части территории «подроссийской» Украины, а также в ряде административных единиц на Кубани и Восточной Слобожанщине, территории которых сегодня являются частью России, в Брестском и Кобринском уездах, территории которых сегодня являются частью Беларуси, а также в Бельском уезде Гродненской губернии, Бельском и Влодавском уездах Седлецкой губернии, Грубешовском и Томашевском уездах Люблинской губернии, территории которых сегодня входят в состав Польши. В то же время преимущественно украиноязычными не являлись Одесский уезд (среди сельского населения которого, однако, украиноязычные были относительным большинством, составляя 46,65 %), Крым и Буджак (в трёх городах которого — Измаиле, Килии и Белгород-Днестровском — а также в Аккерманском уезде, занимавшем бо́льшую часть Буджака — украиноязычные всё же являлись самой многочисленной языковой группой). Наиболее украиноязычной в Российской империи являлась Полтавская губерния, 93 % населения которой указали украинский язык родным.
В конце XIX века австрийскими властями была развязана кампания по преследованию «москвофилов». Против них была инициирована серия судебных процессов, начало которой положил так называемый «процесс Ольги Грабарь», в число подсудимых по которому входили Адольф Добрянский, его дочь Ольга, Иван Наумович, Венедикт Площанский, Осип Марков и другие.
Боязнь проникновения в Россию идей украинского сепаратизма из Галиции заставила в 1909 году российское министерство внутренних дел и министерство финансов принять решение о регулярном выделении средств на «помощь прикарпатским русским». В 1911 году П. А. Столыпин отпустил единовременно 15 тыс. рублей на расходы по выборам в австрийский парламент. Речь шла о помощи организациям «москвофильской» ориентации. Ежегодно по запросу министра внутренних дел выделялось 60 тысяч рублей и 25 тысяч рублей непосредственно через министра финансов. Распределение и передача государственных сумм на поддержание и развитие русских культурно-просветительных учреждений прикарпатских славян были полностью в ведении В. А. Бобринского и камергера Гижицкого. Правительство доверяло им указанные суммы, не контролируя их и не требуя отчёта в расходовании денег. Это делалось, в первую очередь, для того, чтобы исключить возможные осложнения на дипломатическом уровне.
В мае 1910 года австрийские власти закрыли все «русофильские» организации Буковины («Общество русских женщин», «Карпатъ», «Русско-православный народный дом», «Русско-православный детский приют», «Русско-православная читальня», «Русская дружина»), а также русские бурсы (общежития для учащейся молодёжи) в Черновцах и Серете. Имущество организаций было конфисковано. Причиной запрещения деятельности русских организаций были голословные обвинения в шпионаже и государственной измене.
В годы Первой мировой войны австро-венгерские власти на территории Галиции и Подкарпатья подвергали репрессиям местное русинское население, симпатизировавшее России. Свыше двадцати тысяч украинцев-русофилов были заключены в австрийский концентрационный лагерь в местечке Талергоф, Штирия, и в крепость Терезин, Чехия.
В годы Первой мировой войны на территории Галиции происходили активные военные действия. В Галиции был сформирован легион Украинских сечевых стрельцов, который воевал на стороне австрийской армии. К осени 1914 года в ходе Галицийской битвы русскими войсками была занята практически вся восточная часть Галиции, образовано Галицкое генерал-губернаторство (с центром во Львове), которое управляло краем до лета 1915 года, когда край был оставлен в результате германского наступления. В 1916 году восточная часть Галиции была затронута «Брусиловским прорывом».

### Крупнейшие города Украины к началу Первой мировой войны
| № | город         | население, тыс. |
| - | ------------- | --------------- |
| 1 | Киев          | 520,5           |
| 2 | Одесса        | 499,5           |
| 3 | Харьков       | 244,7           |
| 4 | Львов         | 212             |
| 5 | Екатеринослав | 211,1           |
| 6 | Николаев      | 103,5           |
| 7 | Херсон        | 96,2            |
| 8 | Черновцы      | 94              |
| 9 | Житомир       | 86,4            |

## Революция 1917 года и гражданская война

### Февральская революция и создание Центральной рады
На территории нынешней Украины в 1917—1920 годах существовали 16 самопровозглашённых государственных образований.
После Февральской революции, 4 (17) марта 1917 года в Киеве по инициативе Товарищества украинских прогрессистов при участии политических партий, кооператоров, общественных и культурных организаций (Украинское научное общество, украинское педагогическое общество, Товарищество украинских техников и агрономов в том числе) была создана Центральная рада УНР. Её главой заочно был избран профессор М. Грушевский, которого временно заменял В. Науменко. Значительную часть членов Рады составляли эсеры и меньшевики. 22 марта 1917 года Рада издала первое воззвание «к украинскому народу», а 27 марта 1917 года руководство переизбрало М. Грушевского. Центральная рада начала переговоры с Временным правительством России относительно условий вхождения Украины в демократическую Российскую республику на правах автономии. 10 июня Центральная рада издала I Универсал, которым провозглашалась автономия Украины в составе России. 15 июня был сформирован Генеральный секретариат, который играл роль исполнительной власти украинской автономии. Его возглавил писатель и лидер украинских социал-демократов В. К. Винниченко. 3 июля по согласованию со Временным правительством был издан II Универсал Центральной рады, подробно определявший статус Украины как автономии в составе России.
Переговоры Центральной рады со Временным правительством были прерваны Октябрьской революцией в Петрограде, в результате которой власть в России взяли большевики.

### Провозглашение УНР

Герб УНР

IV Универсал Центральной рады

После известия об Октябрьской революции в Петрограде в Киеве вспыхнули бои между организованными Киевским Советом (во главе последнего стоял большевик Георгий Пятаков, находившийся тогда впрочем в Петрограде; киевским Ревкомом руководил его брат, тоже большевик Леонид) пробольшевистскими силами, основу которых составляли рабочие завода «Арсенал» и несколько воинских частей, и силами Киевского военного округа, поддержавшими свергнутое уже Временное правительство, в лице юнкеров и донских казаков. Центральная рада с имевшимися у неё украинскими национальными полками первое время держала нейтралитет, но 30 ноября гайдамаки поддержали большевиков, чем сделали положение сил КВО безнадёжным. Последние сдались, выговорив себе право беспрепятственного ухода на Дон с оружием. Однако попытка Л. Пятакова подчинить Совету воинские части вызвала сопротивление Рады и провалилась.
7 (20) ноября 1917 года Центральная рада своим III Универсалом провозгласила Украинскую Народную Республику в составе 9 губерний: Киевской, Подольской, Волынской, Черниговской, Полтавской, Харьковской, Екатеринославской, Херсонской и Таврической (северные уезды, без Крыма). Эта республика, однако, ещё предполагалась в качестве автономии в составе федеративной Российской Республики. Также универсал провозглашал социализацию земли, 8-часовой рабочий день и другие социальные гарантии.
Рада формально признала Совнарком правительством России и вынуждена была сосуществовать с украинскими Советами. На 4 декабря был назначен Всеукраинский съезд советов. Съезд готовил большевистский оргкомитет, который надеялся создать на нём своё большинство, а накануне (30 ноября), опираясь на большевизированные части в Киеве, произвести переворот по петроградскому образцу, свергнуть Раду и передать власть Съезду. Однако Рада опередила большевиков: опираясь на украинские национальные части, она 29 ноября арестовала Л. Пятакова (впрочем, на следующий день освобождённого) и приступила к разоружению пробольшевистски настроенных частей. Большевики ещё надеялись мирно перехватить власть у Рады на открывшемся 4 декабря в Киеве I Всеукраинском Съезде Советов. К открытию съезда петроградский Совнарком направил Центральной раде ультиматум, с требованием признать советскую власть, а также разоружить направлявшиеся на Дон казачьи и офицерские части и присоединиться к борьбе против них. Рада оперативно привезла в Киев 2000 представителей крестьянских союзов и украинских частей, в результате чего большевистские депутаты оказались в подавляющем меньшинстве (имея 100 делегатов из 2000, в основном от Советов Донецко-Криворожского бассейна). Съезд поддержал Центральную раду, тогда как большевистское меньшинство переместилось в занятый российскими красногвардейцами Харьков и там 11-12 декабря провело свой съезд, на котором провозгласило Украинскую Народную Республику Советов, отменило все распоряжения Центральной рады, избрало собственное правительство (Народный секретариат во главе с Евгенией Бош) и призвало на помощь российский пролетариат.
Для распространения своего влияния на южные губернии и Дон, находившийся под контролем атамана Каледина, правительство большевиков создало Южный революционный фронт под командованием А. И. Антонова-Овсеенко и левого эсера М. А. Муравьёва (начальник штаба). 9 декабря 30-тысячная армия Антонова-Овсеенко заняла Харьков, где вскоре и был проведён советский съезд. В результате начавшихся вслед за тем боевых действий между войсками Центральной рады и Советов, войска Центральной рады были разбиты, и большевики взяли власть в Екатеринославе, в Полтаве, Кременчуге, Елисаветграде, Николаеве, Херсоне и других городах. Ответом со стороны Рады в Киеве явилось похищение и тайное убийство Л. Пятакова.
9 (22) января 1918 Центральная Рада своим IV Универсалом объявила о выходе из состава России и о государственной независимости Украины.
Отряды Муравьёва в этот момент были уже на дальних подступах к Киеву. 16 (29) января 1918 года произошёл бой под Крутами (в 130 км к северо-востоку от Киева), в котором превосходящими силами красногвардейцев был разбит украинский отряд, в основном из учащейся молодёжи (юнкера, студенты, гимназисты). В украинской традиции этот бой почитается как героический эпизод борьбы за независимость и боевое крещение украинской армии.
16 (29) января 1918 года против Центральной рады началось большевистское восстание в Киеве, в котором участвовали рабочие завода «Арсенал» и часть большевизированных украинских полков. Поводом к восстанию послужило обнаружение тела похищенного за три недели до того Л. Пятакова со следами пыток (судя по ранам, ему, ещё живому, шашками вырезали сердце). К 4 февраля восстание было подавлено, однако уже 8 февраля Киев был занят войсками Муравьёва. Вступление красных в Киев ознаменовалось зверским убийством митрополита Киевского и Галицкого Владимира (Богоявленского). Затем последовали массовые расстрелы буржуазии, интеллигенции и особенно офицеров, которых выдавала выданная им Радой, в качестве удостоверяющего личность документа, красная «регистрационная карточка» (всего за 3 недели было расстреляно до 5 тыс. человек). Затем Муравьёв взял с города крупную контрибуцию и двинулся дальше — на Одессу. 

В феврале Советская власть утвердилась по всей Украине. При этом рабочие Советы индустриального и русифицированного востока Украины не пожелали подчиняться Киеву и 12 февраля провозгласили Донецко-Криворожскую Советскую Республику. Республика была провозглашена в Харькове, который и стал её столицей.

### Немецкая оккупация и гетманщина

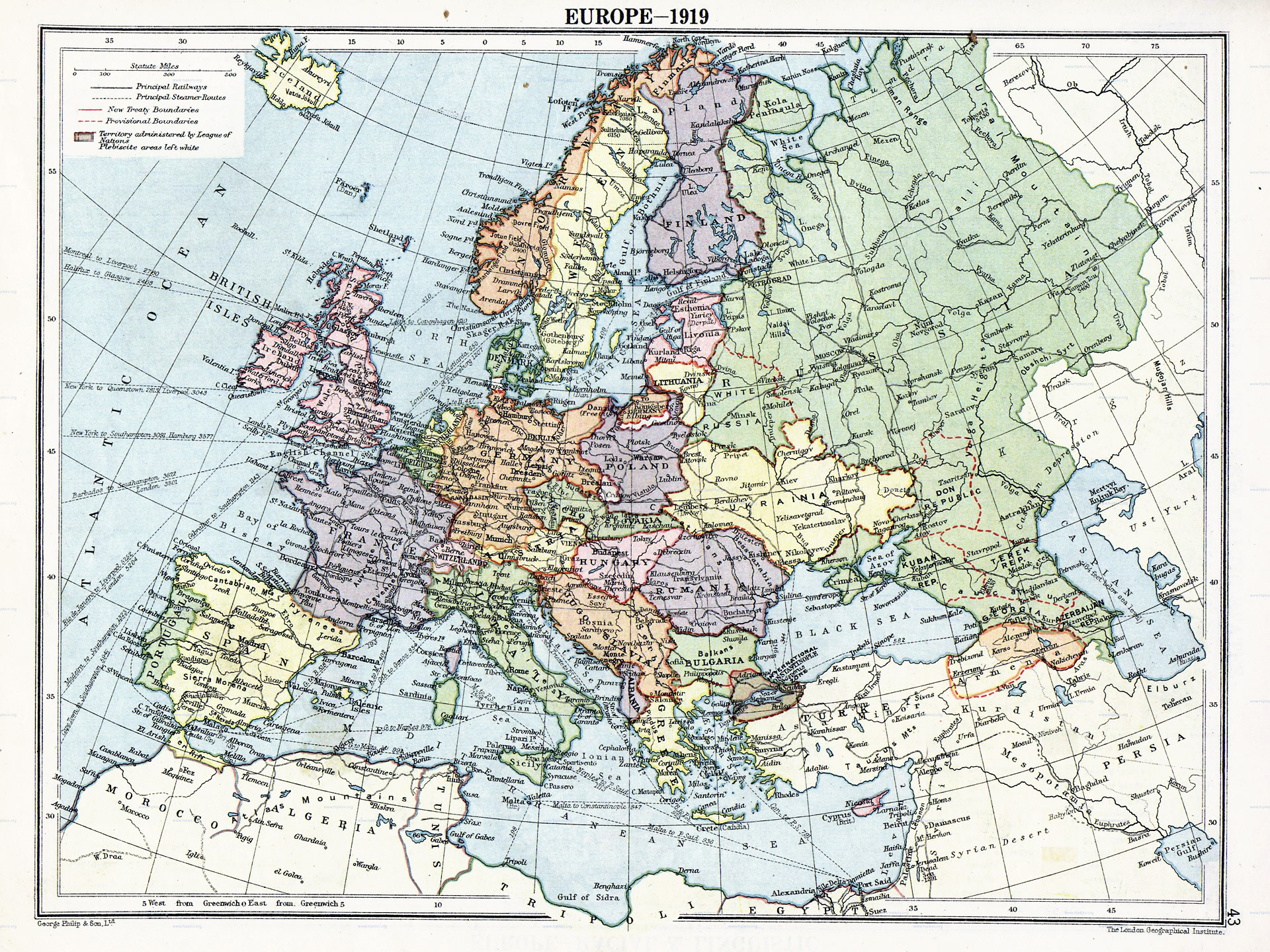
Украина на карте Европы 1919 года

Центральная Рада послала свою делегацию на переговоры в Брест-Литовск. Там, не дожидаясь окончания общих переговоров, 9 февраля 1918 года делегация УНР подписала с Германией сепаратный договор и обратилась с просьбой направить свои войска для защиты от большевистских сил.
18 февраля 1918 года немцы заявили о прекращении перемирия и начали общее наступление, почти не встречая сопротивления. 1 марта немецкие войска вступили в Киев. Власть Центральной Рады была восстановлена. В Донецко-Криворожском районе местные красногвардейские отряды пытались оказать немцам сопротивление, однако неудачно. 8 апреля немцы заняли Харьков; правительство Донецко-Криворожской республики бежало в Луганск. К концу апреля Донбасс был полностью оккупирован.
Немцы оккупировали максимальную территорию бывших южных губерний Российской Империи, не особо считаясь с буквой Брест-Литовского договора и ссылаясь на то, что это — территория не РСФСР, а союзной Германии Украины. Фактически Украина была превращена в протекторат Германии, который немцы рассматривали, прежде всего, под углом снабжения блокированного и голодающего фатерланда сырьём и особенно продовольствием. Слабая власть Центральной Рады не могла эффективно способствовать достижению этих целей, и немецкая военная администрация во главе с генерал-фельдмаршалом Германом фон Эйхгорном (командующий группы армий «Киев») приняла решение установить жёсткую диктатуру. Последней каплей, побудившей немцев предпринять действия против Рады, послужило похищение агентами правительства при личном участии военного министра директора Русского для внешней торговли банка А. Ю. Доброго (украинские министры считали его вдохновителем антисоциалистических мер германского командования). После этого Центральная рада была разогнана немецкими солдатами, а министры, причастные к похищению Доброго, — арестованы и преданы суду (см. Разгон Центральной рады).
29 апреля 1918 года на смену социалистам Центральной рады к власти пришёл П. П. Скоропадский — бывший генерал-лейтенант царской армии, крупный помещик и аристократ (потомок гетмана Ивана Скоропадского). На «съезде хлеборобов» (фактически зажиточных и крупных землевладельцев) Скоропадский был провозглашён гетманом Украины. Было принято новое название страны — Украинская держава (укр. Українська Держава).
Опираясь на германские штыки, с одной стороны, на помещиков и имперское чиновничество и офицерство, с другой, Скоропадский взял курс на ярко выраженную социально-политическую реакцию. Все социалистические законы Центральной рады были отменены, социальные завоевания рабочих ликвидированы, а рабочий день поднят до 12 часов; в деревне восстанавливалось помещичье землевладение и проводились массовые реквизиции продовольствия. Это вызвало к режиму Скоропадского всеобщую ненависть. Против гетманского правительства и немцев в деревне началось повстанческое движение; среди партизанских командиров на востоке Украины особенно выдвинулся Н. И. Махно, действовавший в Екатеринославской губернии; впрочем, летом 1918 года он был лишь одним из многих мелких партизанских атаманов. Другим крупным партизанским командиром являлся атаман Григорьев. Нападения на отдельные немецкие отряды и гарнизоны вызвали ответные карательные меры немцев (порки, расстрелы, сожжения деревень), что в свою очередь ещё больше озлобляло крестьянство. 30 июля Эйхгорн был убит в Киеве русским левым эсером Б. М. Донским.

### Восстановление УНР
Поражение Германии в Первой мировой войне и германская революция 9 ноября 1918 года резко осложнили положение режима Скоропадского. Немцы потеряли интерес к украинским делам и начали эвакуацию, тогда как силы Антанты не спешили занять их место. В поисках поддержки Скоропадский заметался между украинскими националистами и русскими белогвардейцами и в конце концов сделал выбор в пользу вторых, манифестом от 14 ноября провозгласив Украину составной частью будущей небольшевистской Российской федерации. В тот же день (и даже безо всякой связи с манифестом) деятели распущенной Центральной рады на тайном совещании в Киеве приняли решение о восстании против гетмана и восстановлении УНР, избрав для руководства восстанием 5-членную Директорию во главе с Владимиром Винниченко, уже возглавлявшим правительство УНР; главнокомандующим (Главным атаманом армии и флота) был назначен бывший военный министр УНР Симон Петлюра. 16 ноября в Белой Церкви в поддержку Директории восстал отряд «сечевых стрельцов», возглавляемый Евгением Коновальцем. На левобережье, восстание поддержал Запорожский корпус под командованием Петра Болбочана. Изданный Петлюрой манифест о восстании вызвал массовый энтузиазм среди крестьянского населения, поголовно поднимавшегося на борьбу против немцев, помещиков и гетманских офицеров. Разбив гетманские отряды под Мотовиловкой, Петлюра уже 21 ноября осадил Киев. Гетманские «сердюки» были ненадёжны и легко переходили на сторону Петлюры. Последней опорой гетмана оставались русские части, наскоро сформированные в основном из офицеров. Немцы, первоначально поддерживавшие гетмана, в конце концов объявили о своём нейтралитете, и 14 декабря гетман отрёкся от престола и бежал в Германию. Ворвавшиеся в город петлюровцы устроили резню офицеров. 19 декабря в Киев торжественно въехала Директория. Однако, внутри самой директории нарастал конфликт между социалистами и военными, возглавляемыми Петлюрой. В начале 1919 года Винниченко и другие социалисты были выведены из состава Директории, и её фактически возглавил Петлюра, установивший свою военную диктатуру.
При Петлюре на Украине происходили многочисленные еврейские погромы.
22 января 1919 года Директория подписала с правительством Западной Украины «Акт соединения» (укр. «Акт Злуки»): этот день отмечается в наши дни как День соборности Украины.

### Гражданская война на территории Украины
С эвакуацией германо-австрийских войск в конце 1918 года на территории Украины образовался политический вакуум, который претендовали заполнить три силы: Петлюра, большевики и Деникин. Большая часть территории, ранее контролировавшейся немцами и Скоропадским, в декабре 1918 года оказалась под контролем Петлюры; однако одновременно с территории РСФСР начали наступление большевистские силы (Украинская советская армия) под командованием В. А. Антонова-Овсеенко, соединившиеся, в частности, с силами Махно. 3 января 1919 года большевики захватили Харьков, в котором обосновались центральные органы советской власти на Украине, 5 февраля большевиками был взят Киев. Правительство Петлюры бежало в Винницу, а затем — в Каменец-Подольский. 10 марта большевиками была провозглашена самостоятельная Украинская Советская Социалистическая Республика (УССР; первоначально Украинская Социалистическая Советская Республика) со столицей в Харькове, находящаяся в военном союзе с РСФСР. При этом в состав УССР были включены не только южные губернии (Новороссия), но и западная часть бывшей Области Войска Донского, ликвидированной большевиками. Таврическая губерния отошла к РСФСР.
Весной 1919 года началось наступление войск ВСЮР, которыми были заняты Донбасс, Екатеринослав, Харьков и Одесса. 31 августа белыми был взят Киев (совместно с петлюровцами, которые, однако, немедленно вслед за тем были изгнаны белыми из города). Опираясь на Украину, осенью белые повели наступление на Москву. Однако при этом войска Деникина вынуждены были сражаться на три фронта: на западе Украины они вели бои с армией Петлюры, тогда как в тылу у них успешно оперировала Повстанческая армия Махно. Последняя взяла под контроль обширные районы Приазовья и Екатеринославской губернии, установив в них своеобразную власть крестьянских Советов. В октябре 1919 года наступление белых потеряло силу, и Красная Армия перешла в контрнаступление. 12 декабря она вновь взяла Харьков, 16 декабря — Киев. К концу года красными был занят Донбасс, и на большей части территории Украины была вновь установлена власть УССР. Белые ещё удерживали фронт на юге (Умань-Елисаветград), но в январе 1920 года они были окончательно разгромлены, и 8 февраля была взята Одесса.

### Западная Украина

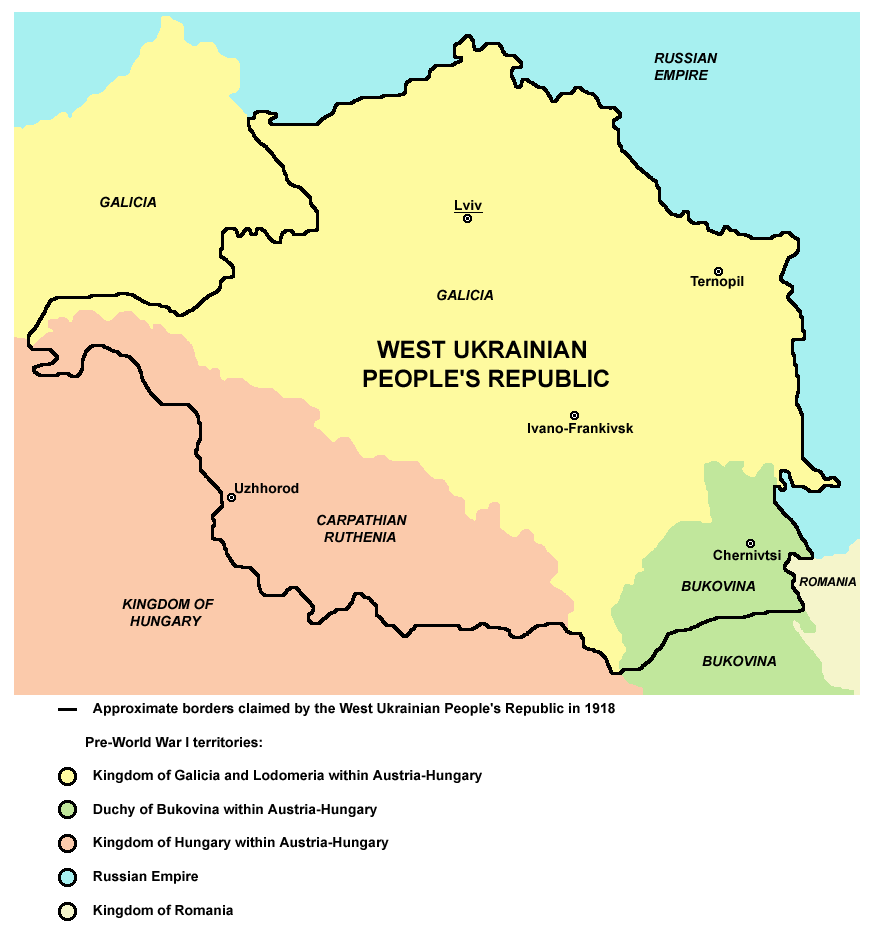

В результате распада Австро-Венгрии в 1918 году на территории Галиции была создана Западно-Украинская Народная Республика (ЗУНР). Республика была провозглашена в ночь на 1 ноября сечевыми стрельцами (украинские национальные части в составе австро-венгерской армии). Однако в Галиции, прежде всего в городах, было значительное количество польского населения, а поляки в самой Польше твёрдо считали Галицию польской землёй. В результате, в тот же день во Львове началось вооружённое восстание поляков (см. Львовские орлята). Эти события послужили сигналом для начала польско-украинской войны.
22 января 1919 года ЗУНР провозгласила Акт объединения с УНР — Акт Злуки.
К началу июня 1919 почти вся ЗУНР была оккупирована Польшей, Румынией и Чехословакией. УГА контролировала лишь правый берег реки Збруч, восточной границы между ЗУНР и УНР. 7 июня 1919 УГА начала «Чортковское наступление», в результате чего войска ЗУНР продвинулись к 24 июня вплотную ко Львову и Станиславу и заняли Тернополь. Однако 28 июня началось польское наступление, и к 16 июля УГА была вытеснена на свои позиции от 7 июня. Началась поспешная эвакуация УГА на левый берег Збруча, и таким образом 18 июля 1919 УГА полностью потеряла контроль над территорией ЗУНР. Часть побеждённых войск бежала в Чехословакию, где стала известна под названием «украинской бригады», однако основная часть армии, насчитывавшей около 50 000 бойцов, перешла на территорию Украинской Народной Республики.
21 апреля 1920 года Польша и УНР заключили союз, направленный против РСФСР, договорившись, что граница должна проходить по реке Збруч. Фактически, однако, Петлюра в тот момент уже не представлял собой самостоятельной силы и мог существовать только при польской поддержке. С исчезновением таковой двумя месяцами спустя (с разгромом советскими войсками поляков на Украине) УНР окончательно прекратила своё существование.

### Советско-польская война
25 апреля 1920 года польские и украинские войска атаковали позиции Красной армии по всей протяжённости фронта, и к 28 апреля заняли линию Чернобыль — Казатин — Винница — румынская граница. 7 мая они заняли Киев.
Но уже в мае 1920 года советские войска перешли в контрнаступление. 12 июня они захватили Киев, а уже в июле начали операции в Западной Украине.
Под фактической советской властью на короткое время оказались провозглашённые формально в составе РСФСР Бессарабская Советская Социалистическая Республика (май—сентябрь 1919) и Галицийская Советская Социалистическая Республика (июль—сентябрь 1920).
Однако ни одна из сторон в ходе войны не достигла поставленных целей: Белоруссия и Украина были разделены между Польшей и республиками, в 1922 году вошедшими в Советский Союз. По Рижскому договору 1921 года Западная Украина вошла в состав Польши.
Буковина отошла Румынии, Закарпатье — Чехословакии.

## 1922 — 1939

### Украинская ССР
По данным переписи 1920 года, население Советской Украины составило 25,5 млн человек. Из них сельских жителей — 20,9 млн, а городских — 4,6 млн.
30 декабря 1922 года, подписав Союзный договор, Украинская ССР совместно с РСФСР, Белорусской ССР и Закавказской СФСР вошла в состав СССР. В 1923 году в состав УССР передана станица Луганская и прилегающие территории Донской области РСФСР. В августе 1924 года Таганрогский и Шахтинский округа были переданы РСФСР. 16 октября 1925 года от Курской губернии были переданы УССР: территория бывшего Путивльского уезда (без Крупецкой волости), Креничанская волость Грайворонского уезда и две неполные волости Грайворонского и Белгородского уездов. 1 апреля 1926 года Семёновская волость Новозыбковского уезда Гомельской губернии РСФСР передана УССР. Также в 1926 году Троицкая волость Валуйского уезда Воронежской губернии передана в состав Купянского округа УССР.
В первые годы после Гражданской войны политика коренизации (украинизации) привела к увеличению количества украинских школ, вузов. Советская власть проводила политику под лозунгом «национальная по форме, советская по содержанию». 

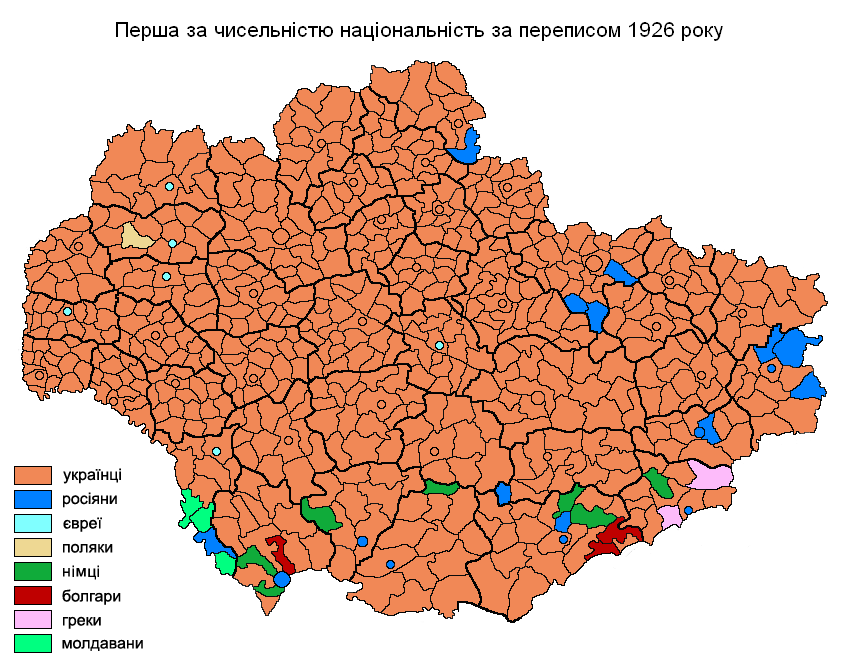
Первая по численности национальность в районах и городах Украинской ССР по данным переписи 1926 года

По данным переписи населения, проведённой в 1926 году, украинцы составляли 80,1 % населения (87,5 % сельского и 47,3 % городского населения), русские — 9,2 % (5,6 % сельского и 25,1 % городского населения), евреи — 5,4 % (1,5 % сельского и 22,7 % городского населения). Украинский язык родным назвали 76,4 % жителей Украинской ССР в её тогдашних границах, в том числе 85,6 % сельского и 36,0 % городского населения. Русский язык родным назвали 15,3 % (8,6 % сельского и 44,6 % городского населения). В сельской местности проживали 81,5 % населения, в городской — 18,5 %.
В конце 1920-х годов руководство ВКП(б) изменило общий политический курс, компартия Украины подверглась чистке за «националистический уклон». В результате террора 1930-х годов были уничтожены многие украинские писатели, представители творческой интеллигенции.
1930-е годы стали весьма противоречивым периодом в истории Украины, в который вместились масштабные события:
- Расстрелянное возрождение
- Индустриализация;
- раскулачивание, коллективизация и голод на Украине (1932—1933);
- Сталинские репрессии;
- и др.

### Западная Украина

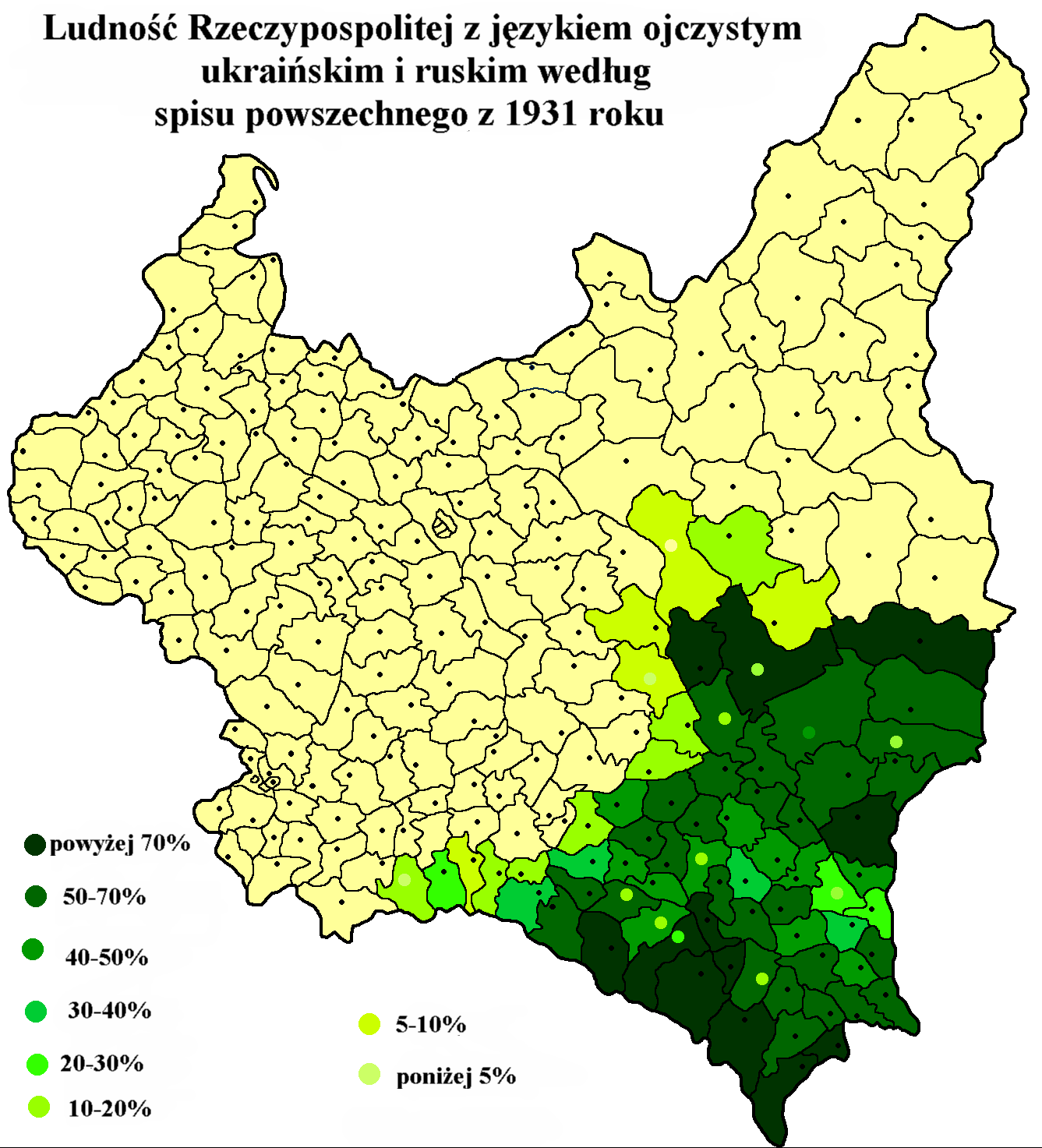
Украинский язык в Польской Республике по переписи 1931 года

В это время на Западной Украине, вошедшей в состав Польши, осуществлялась политика полонизации, усиливался национальный гнёт. Ответом на него стал подъём националистического движения, сразу же принявшего насильственные формы.
С приходом к власти в Польше в результате государственного переворота 1926 года Юзефа Пилсудского здесь установился авторитарный режим, известный как «санация». Политическая оппозиция преследовалась правовыми средствами и силовыми методами. По отношению к национальным меньшинствам проводилась политика «культурного подавления», которая осенью 1930, после многочисленных провокаций и терактов украинских националистических организаций в отношении польского населения, переросла в массовые репрессии против украинского населения Галиции и Волыни («пацификация»). Подразделения польской полиции и армии были введены в более чем 800 сёл, было арестовано более 2 тысяч человек, ликвидированы украинские организации, сожжено около 500 домов. Составной частью «пацификации» стали украинские погромы со стороны польских шовинистических группировок. Дело дошло до того, что в 1932 Лига Наций осудила действия польского правительства по отношению к украинскому населению.
По переписи 1931 года на территории Западной Украины проживало 8,9 млн человек, в том числе 5,6 млн украинцев и 2,2 млн поляков.
В 1939 году Карпатская Украина в составе Чехословакии была в результате Мюнхенского сговора и раздела Чехословакии захвачена Венгрией.
Вследствие Секретного дополнительного протокола о разграничении сфер интересов к Договору о ненападении между Германией и Советским Союзом и последовавшего Польского похода РККА, в 1939 к УССР была присоединена Западная Украина, а в 1940 — Северная Буковина и южная часть Бессарабии.

## Вторая мировая война
В годы Великой Отечественной войны вся территория Украины попала под германскую оккупацию. В начале войны одним из отделений Организации украинских националистов была предпринята попытка создания украинского государства, однако оккупационные власти нацистской Германии отнеслись к этой идее крайне негативно. В результате некоторые националисты, в частности Степан Бандера, были заключены в концлагеря, другие продолжили сотрудничество с нацистами.
В годы войны на территории Украины широкое развитие получило партизанское движение. Партизанские отряды сражавшиеся против стран Оси формировались по инициативе советских активистов. Самую большую известность получило советское объединение С. Ковпака. С 1943 года действовала националистическая УПА, которая декларировала борьбу против немецкой и советской стороны, а также занималась этническими чистками.
Немецкая оккупация Украины отличалась особой жестокостью, особенно по отношению к евреям. Более ста тысяч человек были уничтожены только в Киеве — самое знаменитое место казни мирных жителей — Бабий Яр. Освобождена территория Украины в 1944 году. Вал войны прокатился из конца в конец Украины дважды — сначала с запада на восток, затем с востока на запад. В войну погибло свыше 5 миллионов жителей Украины, а около 2 миллионов было угнано на принудительные работы в Германию. На территории Украины было разрушено около 700 городов и посёлков и 28 тысяч сёл. Свыше 10 миллионов человек остались без крова. Экономике был нанесён тяжёлый урон.

## 1944 — 1990

Флаг Украинской ССР (1949—1991)

При создании ООН 24 октября 1945 года УССР и БССР наравне с СССР становятся членами Генеральной Ассамблеи. С этого дня и до момента распада Советский Союз был представлен при принятии резолюций ООН тремя независимыми голосами.
В 1945 году к УССР было присоединено Закарпатье, в 1954 году при личном содействии Никиты Хрущёва из состава РСФСР был передан Крым.
После прихода к власти в Москве Никиты Хрущёва (бывшего первого секретаря Компартии Украины) произошло послабление режима, благодаря чему выросло поколение «шестидесятников». После его смещения многие украинские шестидесятники стали диссидентами, которые преследовались властями (см. Письмо 139).
Авария на Чернобыльской атомной электростанции 26 апреля 1986 года вызвала радиоактивное заражение обширных территорий и усилила недоверие к партийному руководству, пытавшемуся скрыть факт аварии.
Вследствие проводимой во времена СССР русификации Украины доля украиноязычных в населении значительно уменьшилась, а доля русскоязычных — возросла. Доля считающих украинский язык родным в населении между 1959 и 1989 гг. сократилась с 73,0 % до 64,7 %. Особенно заметным было сокращение доли считающих украинский язык родным на юге и востоке Украинской ССР: в Луганской области — на 15,6 % (с 50,5 % до 34,9 %), в Донецкой области — на 13,8 % (с 44,4 % до 30,6 %), в Запорожской области — на 11,7 % (с 61,0 % до 49,3 %), в Харьковской области — на 10,7 % (с 61,2 % до 50,5 %), в Днепропетровской области — на 10,6 % (с 72,1 % до 61,5 %), в Николаевской области — на 9,2 % (с 73,4 % до 64,2 %), в Херсонской области — на 8,0 % (с 75,7 % до 67,7 %).
Во время Перестройки начинается подъём национального движения. 8-10 сентября 1989 года в конференц-зале Киевского политехнического института состоялся съезд Народного Руха Украины за перестройку, который стал главной организационной и движущей силой в продвижении Украины к независимости.
21 января 1990 года, в 71-ю годовщину объединения Украинской и Западно-украинской народных республик, миллионы людей, взявшись за руки, соединили Ивано-Франковск, Львов, Ровно и Киев. Длина «Живой цепи» превышала 770 километров. В «Украинской волне» (ещё одно название акции) участвовали люди из всех регионов Украины, в том числе из Харькова и Донецка.
16 июля 1990 Верховный Совет УССР принял Декларацию о государственном суверенитете Украины. 355 депутатов проголосовали за, четыре — против.
2 октября 1990 года на площади Октябрьской Революции (сейчас — площадь Независимости) студенты начали голодовку, требуя демократизации всех общественно-политических процессов и расторжения союзного договора. 17 октября Верховная рада приняла постановление «О рассмотрении требований студентов, которые проводят голодовку в г. Киеве с 2 октября 1990 года». Формально требования протестующих были приняты.
В 1990 году прошли первые демократические выборы в Верховный Совет Украинской ССР, который принял Декларацию о суверенитете.

## Украина в 1991—2013
После августовского путча 1991 года 24 августа 1991 года Верховный Совет Украинской ССР провозгласил независимость Украины и «образование самостоятельного украинского государства — Украины», что было подтверждено впоследствии всенародным референдумом 1 декабря 1991 года. Сформировалась демократическая политическая система.
Украина сыграла большую роль в распаде СССР. Она была ключевым политическим игроком, выступавшим за отсоединение, а также обеспечила мирное прохождение процесса распада. Подавляющая поддержка независимости среди населения обеспечила неработоспособность и проекта реформированного СССР от Горбачёва, и более умеренного плана конфедерации под контролем России от Ельцина. Толерантное отношение к русским на Украине позволило Ельцину проигнорировать призывы к их защите в бывших перифериях СССР. Русские на Украине не имели опасений по поводу независимой Украины и поддержали её, обеспечив мирный распад СССР.
Распад СССР был неожиданным и в основном бескровным. Однако сразу же после распада СССР между Украиной и Россией возникли трения о степени независимости. Россия не отказалась от своей роли ведущего члена СНГ, и старалась превратить образование в политический, экономический и военный союз, ведомый Россией. Украина была одним из основателей СНГ, но участвовала в нём избирательно. Трения между двумя государствами, образовавшимися после распада СССР, продолжались на протяжении 1990-х годов, превратившись в противостояние, и в открытый конфликт ограниченного военного противостояния в 2014 и в самую масштабную войну в Европе после Второй мировой в 2022.
В середине 90-х годов Россия и Украина в своём политическом развитии пошли различными путями: Россия с каждым годом становилась более авторитарной, в то время как Украина, несмотря на попытки президента усилить власть и подчинить себе парламент, оставалась демократичным государством. Эти факторы оказывали значительное влияние на отношения между двумя бывшими частями СССР. Пример функционирующей демократии с сильным парламентом представлял большую угрозу политическому режиму в России. Российская оппозиция возрастающему авторитаризму вдохновлялась примером соседней Украины. Демократические традиции и парламентская система значительно усложняли России возвращение контроля над Украиной. Страны Запада настаивали, что выборность власти является необходимой для их хороших отношений с постсоветскими государствами, что обеспечило Украине весомые политические связи с Европой и США.
В 1990-х годах Украина оказалась в глубоком экономическом кризисе. В 1995 году 62% населения оказались за чертой бедности с доходом менее 21 доллар в месяц. Непоследовательные реформы с 1990 года привели к глубокому экономическому кризису, который осложнял политическую ситуацию. К этому моменту имелся ряд слабых мест украинской экономики:
- На время обретения независимости Украина не имела собственной денежной системы, золотовалютных запасов. Все республики СССР не имели необходимого опыта работы на внешних рынках и многого другого, что является нормой для любой страны с рыночной экономикой.
- Независимость Украина получила вместе с кризисом, которому подверглись все республики бывшего СССР, и охватившим все сферы экономики, культуры, науки и так далее. Этот кризис существенно осложнил решение важнейших задач: построения Украиной собственной государственности и перевода экономики на рыночные рельсы. Сворачивание крупномасштабной советской оборонной программы, в реализации которой в 1980-е годы было задействовано большинство ведущих украинских предприятий и научно-исследовательских центров привело многие из них к закрытию. Было закрыто большинство проектных институтов и конструкторских бюро, в том числе гражданского профиля.
- Часть выпускаемых в СССР (и, в частности, на Украине) товаров были малоконкурентными на внешних рынках.
- Были разорваны сложившиеся десятилетиями деловые связи с бывшими советскими республиками СССР; а гиперинфляция свела к нулю собственные оборотные средства (капитал) предприятий.
- Проблемы Чернобыльской зоны всё ещё отвлекали большие материальные ресурсы.
- Большая часть уникальных производственных мощностей Украины (как и СССР в целом) были расхищены в ходе стихийной приватизации 1990-х годов и перестали функционировать[источник не указан 643 дня].
- Весьма важным тормозом развития независимой Украины являлось то, что значительная часть правящей элиты Украины 1990-х (в государственных органах, в средствах массовой информации, на крупнейших предприятиях) не стремилась к строительству Украины как государства[источник не указан 643 дня]. Вследствие управленческого кризиса в верхах в 1992—1996 годах — падение ВВП, инфляция на Украине значительно превосходили аналогичные проблемы в России и Беларуси; например, в 1995 году 62% населения оказались за чертой бедности с доходом менее 21 доллар в месяц, тогда как в России, имевшей доступ к ископаемым ресурсам для компенсации экономического спада, за чертой бедности оказались менее 50 % населения.

Украинско-американский историк Восточной Европы Сергей Плохий отмечает демократичность украинского общества и слабовыраженность украинского национализма в 1990-е годы, первые годы после обретения независимости, несмотря на экономические и другие трудности. Национализм имел мало поддержки в регионах.
1 декабря 1991 года Леонид Кравчук был избран президентом Украины на первых прямых президентских выборах, набрав 61,6 % голосов.
8 декабря 1991 года Кравчук подписал с Президентом РСФСР Б. Н. Ельциным и председателем Верховного Совета Белорусской ССР С. С. Шушкевичем Беловежское соглашение о прекращении существования СССР и о создании СНГ. 10 декабря Верховная рада ратифицировала соглашение. Однако украинский парламент в 1993 году не ратифицировал Устав Содружества, и Украина никогда не была членом СНГ, имея только ассоциированное членство. 19 июня 1992 года президент Кравчук подписал закон о полном исключении упоминаний об СССР из Конституции Украины 1978 года.
На церемониальной сессии Верховной рады Украины 22 августа 1992 года в Киеве последний президент УНР в изгнании Николай Плавьюк передал государственные регалии Украинской Народной Республики (УНР) первому президенту Украины Леониду Кравчуку. Также Плавьюк вручил грамоту о том, что независимая Украина, провозглашённая 24 августа 1991 года, является правопреемницей Украинской Народной Республики.
Приватизация промышленности страны сопровождалась значительной коррупцией. Инфляция с 1992 по 1994 год достигла тысячи процентов. Появились многолетние задержки по выплате заработной платы для работников промышленности, учителей и т. д.
В 1992 году президент Кравчук активно поддержал митрополита Филарета (Денисенко), которого много лет «курировал» в качестве руководящего идеологического работника ЦК КПУ, в его деятельности по созданию Украинской православной церкви Киевского патриархата.
В 1992 году Украина становится членом Международного валютного фонда.
В 1994 году Украина присоединилась к Договору о нераспространении ядерного оружия, а в 1996 году ядерные боеголовки были вывезены с территории Украины.
Переход от командно-административной экономики к рыночным отношениям вызвал обострение социально-экономической ситуации в стране, что повлекло за собой обострение политической ситуации. Было принято решение провести досрочные выборы Президента и Верховной рады. 27 марта 1994 года состоялись выборы в Верховную раду Украины. Было избрано 338 народных депутатов, половина из которых были членами политических партий. Всего мест получили: КПУ — 96, Народный Рух Украины — 20, СелПУ — 18 и СПУ — 14, что засвидетельствовало доминирование левых сил. Председателем Верховной рады был избран социалист Александр Мороз. Новый парламент утвердил премьер-министром В. Масола. Процесс смены политической власти на Украине завершили президентские выборы, состоявшиеся в июне-июле 1994 года. Во втором туре выборов победу одержал Леонид Кучма.
Свободные выборы 1994 года показали, что Украина стоит на демократическом пути развития. На начальной стадии президентства Леонида Кучмы было продолжено проведение рыночных преобразований, но это не смогло остановить спад производства, что усугублялось инфляцией карбованца.
28 июня 1996 года принята Конституция Украины, которая закрепила достижения суверенного государства. Также документ должен был урегулировать полномочия законодательной, исполнительной и судебной властей. В сентябре того же года Национальным Банком, возглавляемым Виктором Ющенко, введена национальная денежная единица гривна. Стабилизация финансовой сферы была одной из предпосылок возрождения экономики.
В 1997 году был подписан Большой договор между Россией и Украиной.
В марте 1998 года парламентские выборы были проведены по новой системе — смешанной (пропорционально-мажоритарной). Из 450 депутатов 225 были избраны по одномандатным избирательным округам, а 225 — по спискам от политических партий и блоков в многомандатном общегосударственном избирательном округе. По итогам голосования четырёхпроцентный барьер преодолели КПУ (24,65 %), Народный рух Украины (9,4 %; 32), избирательный блок СПУ и СелПУ «За правду, за народ, за Украину» (8,6 %), Партия зелёных Украины (5,4 %), Народно-демократическая партия (5 %; 17), Всеукраинское объединение «Громада» (почти 4,7 %; 16), Прогрессивная социалистическая партия Украины (4 %).
Президентские выборы согласно Конституции были назначены на 31 октября 1999 года. Во втором туре действующий президент Леонид Кучма выиграл у лидера коммунистов Петра Симоненко. За Кучму проголосовало 56 % избирателей, за Симоненко — 38 %.
После избрания Президента произошла смена правительства. В декабре 1999 года премьер-министром Украины назначен Виктор Ющенко, тогдашний председатель Национального банка Украины, который имел репутацию реформатора. За годы его премьерства в экономической жизни страны произошли важные сдвиги и начался экономический рост. В ВРУ было сформировано парламентское большинство. В январе 2000 года его сформировали депутаты 11 парламентских групп и фракций, а также определённые внефракционные депутаты. Большинство поддерживало действия правительства Ющенко. Председателем Верховной рады Украины стал Иван Плющ.
16 апреля 2000 года состоялся всеукраинский референдум. Более 80 % избирателей, принявших участие в голосовании, высказались за создание двухпалатного парламента, сокращения числа депутатов с 450 до 300, ликвидацию права депутатской неприкосновенности, право Президента досрочно прекращать полномочия Верховной рады Украины, если последняя в течение одного месяца не сможет сформировать парламентское большинство или в течение трёх месяцев не сможет утвердить подготовленного и представленного в установленном порядке Кабинетом Министров проект Государственного бюджета Украины. Однако решения референдума так и не были воплощены в жизнь.
Весной 2001 года Украину охватил политический кризис, связанный с убийством оппозиционного журналиста Георгия Гонгадзе. Записи майора Службы безопасности Украины А. Мельниченко, сделанные им в кабинете Президента, свидетельствовали о причастности к этому и другим резонансным преступлениям представителей высших эшелонов власти. Они стали причиной резонансного «кассетного скандала», который значительно снизил доверие народа к власти. Были организованы массовые демонстрации и акции протеста в рамках акции «Украина без Кучмы!», которые 9 марта 2001 года даже завершились столкновениями с милицией. Однако добиться своего оппозиция не смогла, но авторитет власти был существенно подорван как внутри страны, так и за рубежом.
В 2001 году отправлено в отставку всё правительство Ющенко. Это было толчком к формированию мощной оппозиции. В течение осени-зимы 2001 произошло формирование предвыборных блоков. Основными соперниками на парламентских выборах стали оппозиционный блок Виктора Ющенко «Наша Украина» и провластный блок «За единую Украину».
Выборы в марте 2002 года проходили по смешанной избирательной системе. По итогам голосования четырёхпроцентный барьер преодолели: блок Виктора Ющенко «Наша Украина» (23,55 %), Коммунистическая партия Украины (20,01 %), Блок «За единую Украину!» (11 , 79 %), Блок Юлии Тимошенко (7,25 %), Социалистическая партия Украины (6,87 %), Социал-демократическая партия Украины (объединённая) 6,27 %. Впервые в истории независимой Украины Коммунистическая партия уступила первое место в избирательной гонке.
Президентские выборы на Украине 2004 года стали переломными в истории страны. Кандидатом власти стал тогдашний премьер-министр Украины Виктор Янукович. Оппозиционные силы сгруппировались вокруг лидера «Нашей Украины» Виктора Ющенко, бывшего премьер-министра (1999—2001 гг.), сторонника реформ.
В результате голосования 31 октября 2004 года голоса избирателей распределились следующим образом: Виктор Ющенко 39,26 % голосов, Виктор Янукович 39,11 %, Александр Мороз 5,82 %, Пётр Симоненко 4,97 %. Такой расклад не выявил победителя, поэтому был назначен второй тур выборов — 21 ноября 2004 г. После первого тура в поддержку Ющенко высказались Александр Мороз и Анатолий Кинах. Януковича поддержала Наталия Витренко.
Голосование второго тура проходило с многочисленными нарушениями и фальсификациями. Опубликованные ЦИК результаты о победе Януковича резко отличались от данных экзит-поллов, которые свидетельствовали о победе Ющенко. Возмущённые такой ситуацией избиратели откликнулись на призыв оппозиционного кандидата защитить свой выбор и уже вечером 21 ноября собрались на митинг на центральной площади Киева — Майдане Незалежности. Со следующего дня митинг перерос в массовую мирную акцию протеста, которая продолжалась до 8 декабря 2004 года и получила название «Оранжевая революция».
Своим решением от 3 декабря 2004 года Верховный суд Украины признал недействительными результаты второго тура президентских выборов и назначил переголосование второго тура на 26 декабря 2004 года.
Во время «оранжевой революции» Украина находилась в центре внимания мировой прессы. На переголосование на Украину приехало рекордное количество международных наблюдателей — около 12 тысяч человек. Переголосование 26 декабря 2004 года дало такие результаты: за Виктора Ющенко проголосовало 51,99 % избирателей, за Виктора Януковича — 44,21 %. Инаугурация нового президента Украины Виктора Ющенко состоялась 23 января 2005 года.
В 2004 году украинские избиратели восстали против сфальсифицированных президентских выборов, когда была объявлена победа поддержанного Россией Виктора Януковича. Конфликт между российским авторитаризмом и украинской демократией превратился в международный кризис во время Оранжевой революции 2004 года в Украине. Западные страны однозначно поддержали украинское волеизъявление. По итогам революции и в результате переголосования победителем был объявлен Виктор Ющенко. Украинская революция 2004 года вызвала дальнейшие разногласия между Украиной и Россией, и, соответственно, между Россией и Западом, которые окончились войной.
17 января 2010 года состоялся первый тур президентских выборов на Украине, в результате которого победитель не был выявлен. 7 февраля был проведён второй тур выборов, в котором победу одержал лидер оппозиции Виктор Янукович, с преимуществом в 3 % (48,95 % против 45,47 %) над тогдашним премьер-министром Украины Юлией Тимошенко. Это первый случай в истории Украины, когда избранный президент получил менее 50 % голосов избирателей.
11 марта было сформировано новое правительство во главе с Николаем Азаровым.
21 апреля Виктор Янукович подписал Харьковские соглашения с президентом Российской Федерации Дмитрием Медведевым о продлении срока пребывания Черноморского флота Российской Федерации в Севастополе до 2042 года. 27 апреля этот договор одновременно ратифицировали Верховная рада Украины и Государственная дума Российской Федерации.
16 ноября 2010 года начались акции протеста против Налогового кодекса («налоговый майдан»), во многих городах проводились массовые митинги и протесты, на Майдане Незалежности в Киеве был разбит палаточный городок. На главной площади столицы собралось около 20 тысяч митингующих.
Принятие закона «Об основах государственной языковой политики» привело к приданию русскому языку статуса регионального языка в городе Севастополь, Донецкой, Луганской (за исключением четырёх северных районов, где русский во время переписи 2001 года родным языком назвали менее 10 % населения), Одесской, Запорожской, Харьковской, Николаевской, Херсонской и Днепропетровской областях Украины, что вызвало значительный резонанс, острые дискуссии в обществе и спровоцировало протестные акции — «Займитесь делом, а не языком!», «Языковой майдан» и «Месть за раскол страны». Также существовали опасения, что закон может привести Украину к «белорусской языковой ситуации».
21 ноября 2013 года, за несколько дней до саммита в Вильнюсе, Кабинет министров Украины решил приостановить процесс подготовки Соглашения об ассоциации Украины и Европейского союза. Это вызвало массовые акции протеста на Украине.

## Евромайдан и российско-украинская война

### Евромайдан, аннексия Крыма Россией и война на востоке Украины
Решение правительства Украины приостановить процесс подготовки к подписанию соглашения об ассоциации с Евросоюзом в ноябре 2013 года вызвали массовые многомесячные акции протеста (названные Евромайданом). 21 февраля Янукович подписывал с лидерами оппозиции Соглашение об урегулировании политического кризиса, но потом, 22 февраля, президент Виктор Янукович, улетевший в Харьков, был объявлен Верховной радой самоустранившимся от исполнения конституционных полномочий. 23 февраля Верховная рада возложила исполнение обязанностей президента Украины на своего председателя Александра Турчинова. 24 февраля отстранённый президент Виктор Янукович покинул Украину и был доставлен на территорию России.
27 февраля бывшей оппозицией было сформировано прозападное правительство, которое возглавил Арсений Яценюк.
Российский президент Путин не принял произошедший в Украине Евромайдан. В феврале — марте 2014 года Россия, под предлогом «защиты» русскоязычного населения, захватила и аннексировала украинские Крым и Севастополь. Аннексия Крыма не была признана большинством стран и стала началом необъявленной российско-украинской войны.
В конце февраля — начале марта города юга и востока Украины охватили общественно-политические акции в защиту статуса русского языка, под антиправительственными, федералистскими, сепаратистскими и пророссийскими лозунгами.
В марте 2014 года начинается первая волна мобилизации военнообязанных украинцев в ряды вооружённых сил Украины для защиты территориальной целостности страны от агрессии российских гибридных военных формирований.
12 апреля 2014 года начались первые боевые столкновения в Донецкой и Луганской областях Украины между украинской армией и сепаратистскими вооружёнными формированиями. В начавшейся войне на стороне сепаратистских формирований также фактически участвовала отрицавшая своё участие Россия.
В захваченном здании ОГА в Донецке сепаратисты провозгласили Донецкую Народную Республику.
15 апреля и. о. президента Украины Александр Турчинов начал военную операцию против вооружённых отрядов сепаратистов.
28 апреля в Луганске провозглашается Луганская Народная Республика.
12 мая, после проведения 11 мая сфальсифицированных референдумов, руководство самопровозглашённых Донецкой и Луганской народных республик объявило о независимости.
25 мая прошли внеочередные выборы президента Украины. Всего в выборах участвовало 23 кандидата. Победу в первом туре одержал Пётр Порошенко, набравший 54,7 % голосов.

### После Евромайдана
25 августа президент Украины Пётр Порошенко досрочно прекратил полномочия Верховной рады Украины VII созыва. Досрочные парламентские выборы назначены на 26 октября 2014 года.
26 октября 2014 года состоялись досрочные парламентские выборы на Украине, в результате выборов в Верховную Раду сформировалась новая коалиция прозападной направленности, контролирующая более половины парламентских мест. Выборы прошли на фоне вооружённого конфликта на востоке Украины.
27 ноября 2014 года Рада избрала председателем Владимира Гройсмана и утвердила кандидатуру Арсения Яценюка на пост премьер-министра Украины, поручив ему до 2 декабря сформировать правительство. Верховная Рада Украины утвердила программу правительства Яценюка. Принятая программа подразумевала проведение реформ в различных сферах, а также изменения в системе социального обеспечения, в частности отмену неэффективных льгот, налогообложение высоких пенсий. Государственный сектор планировалось сократить на 10 %. Также планировался отказ от внеблокового статуса Украины и введение «стандартов НАТО». Ежегодные расходы на оборону и правоохранительные органы планировалось увеличить до 5 процентов ВВП (с 1,8 процента в 2014 году).
11—12 февраля 2015 года на саммите в Минске руководителями Германии, Франции, Украины и России в формате «нормандской четвёрки» подписан Контактной группой по урегулированию ситуации на Украине, состоящей из представителей Украины, России, ОБСЕ и непризнанных Донецкой и Луганской народных республик. Позднее Минские договорённости были одобрены специальной резолюцией Совета Безопасности ООН.
10 апреля 2016 года Арсений Яценюк заявил, что уходит в отставку с поста премьер-министра Украины. Отставку Яценюка утвердили в Верховной Раде Украины 14 апреля.
Правительство Владимира Гройсмана было сформировано 14 апреля 2016 года после утверждения Верховной радой Украины VIII созыва кандидатуры Владимира Гройсмана на должность премьер-министра.
17 мая 2017 года руководство Украины и ЕС подписали документ о введении безвизового режима для въезда украинцев в Европу. Торжественное подписание акта состоялось в ходе рабочего визита президента Порошенко в Европарламент. Введение безвизового режима предоставило право украинцам свободно передвигаться по территории 30 государств.
28 февраля 2018 года принятый в 2012 году Закон Украины «Об основах государственной языковой политики» был признан неконституционным и утратил силу.
10 декабря 2018 года Порошенко подписал закон о прекращении, в связи с вооружённой агрессией России в отношении Украины, договора о дружбе, сотрудничестве и партнёрстве с Российской Федерацией. Действие договора было прекращено 1 апреля 2019 года.
15 декабря 2018 года в Киеве с участием президента Порошенко состоялся объединительный собор, участники которого в основном представляли УПЦ КП, на котором была создана новая церковная структура — Православная церковь Украины.
Весной 2019 года был принят Закон Украины «Об обеспечении функционирования украинского языка как государственного». Он закрепил обязательность и превалирование украинского языка в череде сфер общественной жизни страны, в частности — в сфере услуг.
31 марта 2019 года в соответствии с постановлением Верховной рады прошёл первый тур выборов. Лидером голосования стал Владимир Зеленский, но, поскольку ему не удалось набрать более 50 % голосов, был назначен второй тур, где встретился с Петром Порошенко. 21 апреля состоялся второй тур выборов, по результатам обработки 100 % бюллетеней большинство голосов (73,23 %) набрал Зеленский. Действующий президент Порошенко признал поражение.
20 мая в здании Верховной рады Украины состоялась церемония инаугурации, в ходе которой Владимир Зеленский принял присягу в качестве главы государства. В ходе инаугурации Владимир Зеленский объявил о роспуске Верховной рады и призвал членов правительства «освободить свои места для тех, кто будет думать о следующих поколениях, а не о следующих выборах».

Результаты парламентских выборов 2019 года в общегосударственном многомандатном округе

Внеочередные выборы в Верховную раду Украины IX созыва были проведены по указу президента Украины Владимира Зеленского 21 июля 2019 года. Эти выборы в Верховную раду характеризовались самой низкой явкой за всю историю Украины. Впервые в истории независимой Украины одна партия получила право самостоятельно сформировать правительство. Для формирования правительства нужна поддержка 226 депутатов, для внесения изменений в Конституцию — 300.
29 августа 2019 года на торжественном заседании парламента народные депутаты были приведены к присяге. В этот же день Верховная рада утвердила Алексея Гончарука на пост премьер-министра Украины, а также сформировала новое правительство Гончарука.
3 сентября 2019 года Верховная рада поддержала во втором чтении и в целом законопроект об отмене неприкосновенности народных депутатов. Таким образом из ст. 80 Конституции удаляются два абзаца о том, что депутатам гарантируется неприкосновенность и без согласия Верховной рады их нельзя привлечь к уголовной ответственности. Депутатская неприкосновенность отменена с 1 января 2020 года.
7 сентября состоялся обмен удерживаемых лиц между Украиной и Россией в формате «35 на 35», возвращены украинские моряки, взятые в плен Россией в инциденте в Керченском проливе, кинорежиссёр Олег Сенцов и многие другие.
12 ноября после долгих проволочек было наконец выполнено последнее условие, препятствовавшее проведению саммита в «нормандском формате»: стороны конфликта в Донбассе успешно развели войска на последнем пилотном участке — возле села Петровское. Тем временем в Киеве заявляли, что основной задачей Зеленского в ходе планируемой встречи должен стать пересмотр минских соглашений с учётом точки зрения украинской «патриотической общественности». 15 ноября было объявлено, что саммит в «нормандском формате» пройдёт 9 декабря в Париже. Саммит, прошедший в Елисейском дворце, стал первой встречей лидеров в «нормандском формате» с 2016 года. В ходе саммита также состоялась первая двусторонняя встреча президентов Путина и Зеленского. После согласования и подписания итогового коммюнике «Нормандская четвёрка» дала совместную пресс-конференцию.

### Вторжение России

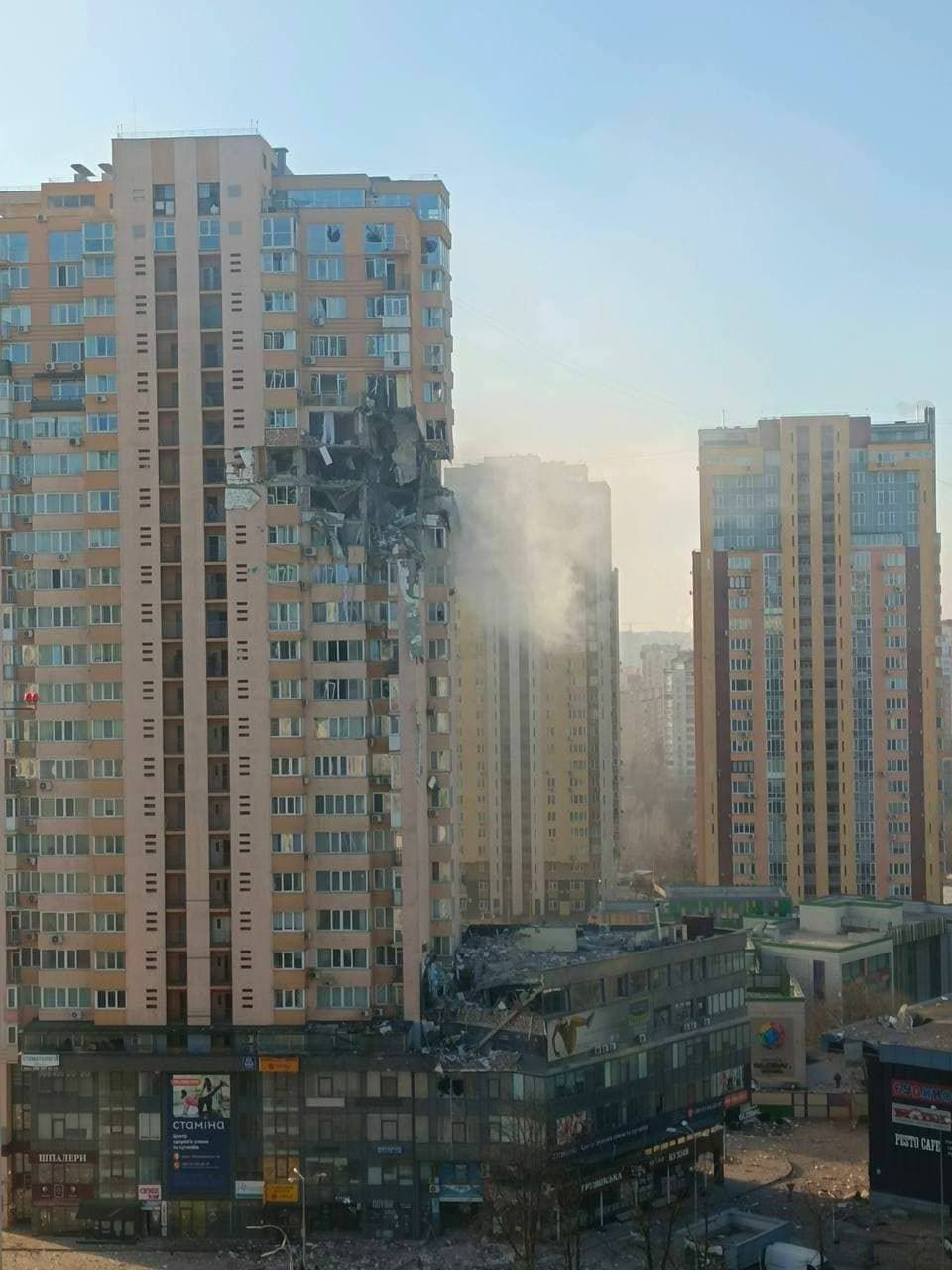
Жилой дом по ул. Лобановского, 6А в Киеве после обстрела

24 февраля 2022 года началось полномасштабное вторжение России на Украину, совершённое с территории России, аннексированного Крыма и Беларуси.
Событиям предшествовали концентрация российских войск у украинской границы и кризис в отношениях России и Украины. 21 февраля Россия признала самостоятельность ранее непризнанных Донецкой Народной Республики и Луганской Народной Республики.
Многочисленные предупреждения о готовящемся вторжении публиковались в СМИ с октября 2021 года, но российские высшие официальные лица эти заявления последовательно опровергали. Утром 24 февраля вышло обращение президента России Владимира Путина о начале вторжения на Украину. В качестве оправдания вторжения Владимир Путин использует ложное представление Украины как неонацистского государства. По мнению украинского руководства, главная цель действий Путина — ликвидация Украины как государства.
Почти сразу после начала войны Украина заявила о разрыве дипломатических отношений с Россией. В связи с началом боевых действий президент страны Владимир Зеленский объявил военное положение на территории Украины, а 25 февраля — всеобщую мобилизацию.
По данным ООН на 21 августа, с начала вторжения погибли не менее 5587 и были ранены не менее 7890 мирных жителей, причём реальные потери, как предполагается, гораздо выше; были разрушены или повреждены сотни домов; город Волноваха был уничтожен почти полностью. По сообщениям ООН и международных гуманитарных организаций Amnesty International и Human Rights Watch, российские войска наносят неизбирательные ракетные удары по жилым кварталам, больницам и прочим объектам социальной инфраструктуры Украины. Также фиксируются удары по жилым районам в ДНР и ЛНР с гибелью мирных жителей.

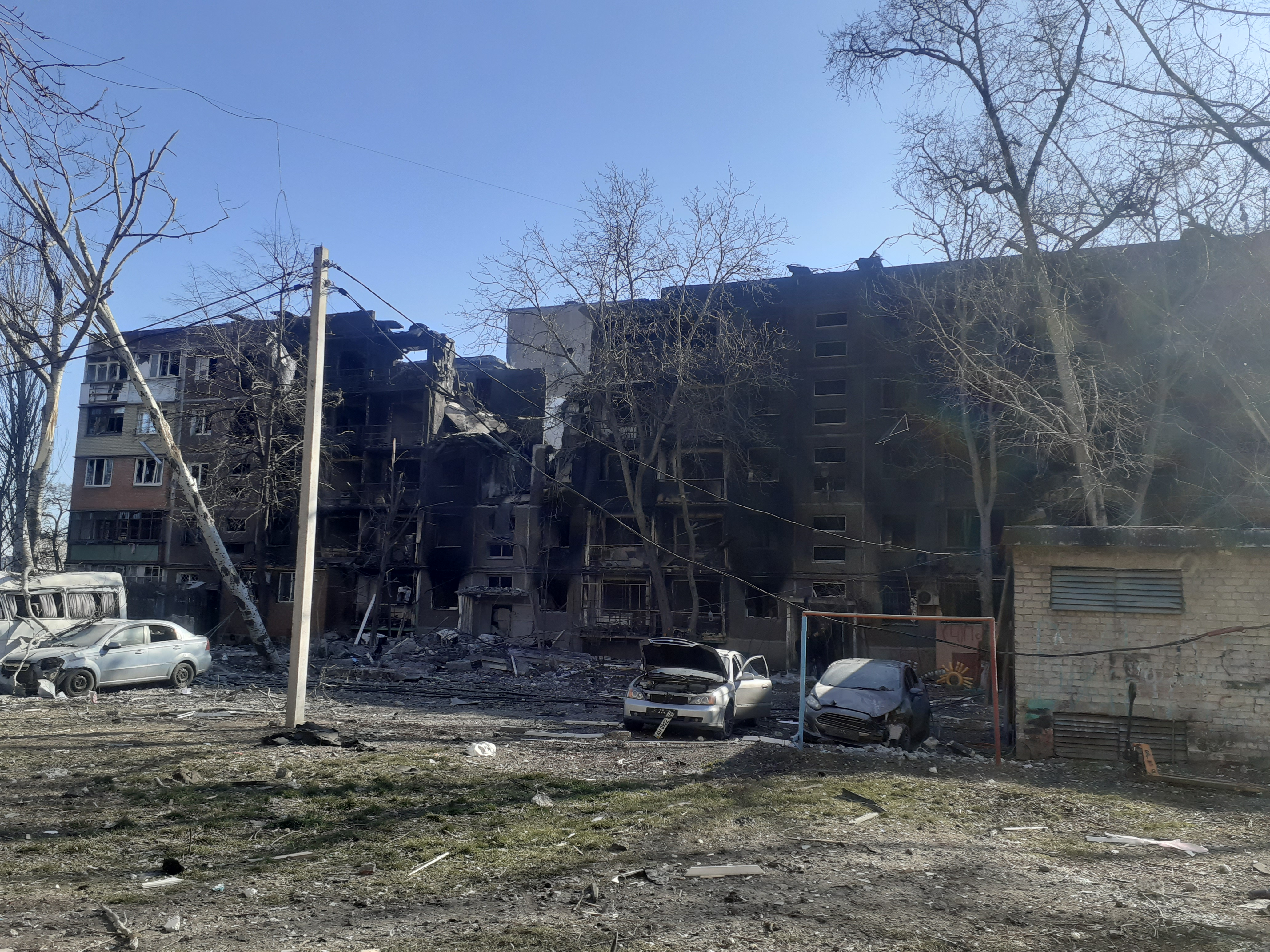
Один из разрушенных жилых домов в Мариуполе (Митрополитская улица, 108)

В некоторых населённых пунктах Украины, например, в осаждённом российскими войсками Мариуполе, складывается тяжёлая гуманитарная ситуация.
Вторжение вызвало крупный миграционный кризис: по данным ООН, Украину покинуло 6,8 млн беженцев (по состоянию на 29 мая), а ещё около 8 млн людей стали внутренне перемещёнными лицами (по состоянию на 3 мая). Ряд журналистов назвали вторжение крупнейшим военным конфликтом в Европе с окончания Второй мировой войны.
Вторжение также вызвало обвальное падение ВВП Украины, коллапс внешней торговли, прекращение работы воздушного и морского транспорта, практически полное уничтожение военной промышленности, резкое сокращение уровня зарплат в частном секторе и множество других негативных экономических последствий.
Действия России получили резкое осуждение большинства стран мирового сообщества и международных организаций. Резолюция Генеральной Ассамблеи ООН ES-11/1, поддержанная подавляющим большинством стран мира, осудила действия России и призвала её вывести свои войска с территории Украины.
Ряд экспертов отмечают, что сопротивление вооружённых сил Украины оказалось гораздо сильнее ожидаемого, что привело к затягиванию войны; одновременно высказываются сомнения в шансах украинских войск на победу в столкновении с российской армией. При этом некоторые эксперты отмечают, что российская армия не смогла достичь поставленных целей в первые дни конфликта, испытывает проблемы с логистикой, а также имеет низкий моральный дух.
На пике своего продвижения — в марте — РФ заняла около 27 % территории Украины (вместе с Донбассом и Крымом), но к декабрю того же года эта цифра сократилась до 18 %. После того, как армии России не удалось осуществить свою первоначальную цель — захватить Киев и сместить украинское руководство — российские войска были выведены из Житомирской, Киевской, Черниговской и Сумской областей Украины. После двух успешных украинских контрнаступлений — в Харьковской области в сентябре и в Херсонской области в ноябре 2022 года — вторжение фактически перешло в войну на истощение.
23—27 сентября Россия провела фиктивные референдумы на оккупированных территориях Украины, а 30 сентября объявила об аннексии четырёх частично оккупированных ею областей, не получившей международного признания. В настоящее время оккупированной остаётся бо́льшая часть Донецкой, Луганской, Херсонской и Запорожской областей, а также небольшая часть Харьковской области. Украина потеряла выход к Азовскому морю.
В выпущенном в июне 2024 года докладе правозащитной организации Human Rights Watch «Образование под оккупацией» говорится, что оказавшиеся на той территории учебные заведения подвергаются насильственной русификации: российские власти принимали и продолжают принимать меры для искоренения украинского языка. Русификации также подвергаются депортированные в Россию украинские дети.
На захваченных территориях также уничтожается украиноязычная литература.

### Вступление в Евросоюз
28 февраля 2022 года Украина официально подала заявку на членство в ЕС. Соответствующий документ подписал президент Украины Владимир Зеленский. 7 марта Еврокомиссия начала рассмотрение заявки. Председатель Еврокомиссии Урсула фон дер Ляйен заявила, что ускорит этот процесс «насколько это возможно».

## История Украины в искусстве
- Король Данило (фильм)
- Огнем и мечом (1999)
- Гетман (фильм 2015)
- Круты 1918
- Чёрный ворон (фильм)
- Гарет Джонс (фильм)
- Донбасс (фильм 2018)